# 徳井青空
徳井 青空（とくい そら、1989年12月26日 - ）は、日本の女性声優、漫画家。千葉県南房総市出身。エイベックス・ピクチャーズ所属。
μ'sおよびミルキィホームズのメンバーでもある。オフィシャルファンクラブはぐーもる荘。
代表作は、『ラブライブ！』（矢澤にこ）、『ご注文はうさぎですか?』（マヤ）、『探偵オペラ ミルキィホームズ』（譲崎ネロ）、『ROBOTICS;NOTES』（大徳淳和）、『銃皇無尽のファフニール』（アリエラ・ルー）、『ラクエンロジック』（クロエ・マクスウェル）、『ブレンド・S』（神崎ひでり）、『幻影ヲ駆ケル太陽』（月詠るな）、『ファンタジスタドール』（カティア）など。

## 略歴
物心ついた時にはオタクだったという。お笑い番組を見たり、お笑いライブに足を運んだりするなど漫才に興味があり、小、中学生時代はお笑い芸人を目指していた。その後、芝居や演技にも興味が沸き、高校では演劇部に所属。芝居とアニメに関わる仕事がしたいと思っていた頃に、イベントで宮村優子に声優を目指していることを伝え、激励されたことでより声優を強く志すようになる。
高校在学中にオーディションに応募。書類選考を通過したが、当時は千葉県南房総市に住んでいたため、オーディションを受けに東京に行くことを、両親が心配したため断念。その後、東京の大学へ進学し、ひとり暮らしを初めてから再度オーディションを受けた。宮村とはのちに、2012年4月7日発売の『月刊ヱヴァ7』4月号で対談が実現した。
『新世紀エヴァンゲリオン』が大好きで、コスプレもこなす。自身がメインを務めるイベント『みらくる青空ナイト』では、毎回TV版のサブタイトルを捩ったサブタイトルをイベント名にしている。
ドワンゴクリエイティブスクール出身。羽田千尋と共に『鷲崎健のアニメロ新人オーディション』（ニコニコアニメチャンネル）三期生として出演。
2009年、『ヴァイス・サヴァイヴR』姫宮 役で声優デビュー。同年12月25日から翌年10月8日まで『ミルキィホームズ 探偵学院放送室』（HiBiKi Radio Station）にレギュラー出演。
2011年、メインイベント『みらくる青空ナイト〜青空、襲来〜』を開催。以後、断続的に開催されている。
秋葉原総合情報誌『オタポケ』（株式会社アキバジャーナル）誌上にて4コマ漫画『魔法少女★自宅ちゃん』を連載、漫画家デビューを果たす。
2012年4月、出身地である南房総市の観光大使に任命される。
2015年、第9回声優アワードにて、μ'sの一員として歌唱賞を受賞。12月31日、μ'sの一員として『第66回NHK紅白歌合戦』（NHK）に初出場した。
2017年2月、作画を手掛ける漫画『まけるな!!あくのぐんだん!』のアニメ化が発表され、2017年4月より6月までTOKYO MX他にて、5分枠の短編アニメとして放送された。
2018年3月、響との契約満了に伴い、4月1日付けでエイベックス・ピクチャーズの所属になる。
第4回アニラジアワードにおいて、『徳井青空のまぁるくなぁれ!』（超!A&G+・ニコニコ動画）が「聴いていると色々勉強になるラジオ」を受賞。
12月7日、『パンダの推しごと!』で絵本作家デビューを果たす。
2019年4月1日、オフィシャルファンクラブ『ぐーもる荘』を設立。翌年、公式ファンクラブアプリ『ぐーもる荘』が配信。
2020年3月21日、公式YouTubeサイト『そらまるのチャンネル』を開設。4月14日、「bilibili」にもチャンネルを開設。5月4日、実写短編映画『時々は、眠れない夜に』で映画監督デビュー。12月6日、『徳井青空お誕生日会〜BIRTHDAY DAYOTTE〜』の番組内にて、「徳井V青空」を初お披露目。バーチャルアバターでの活動を開始。
2024年10月1日、一般男性との結婚を報告。

## 人物

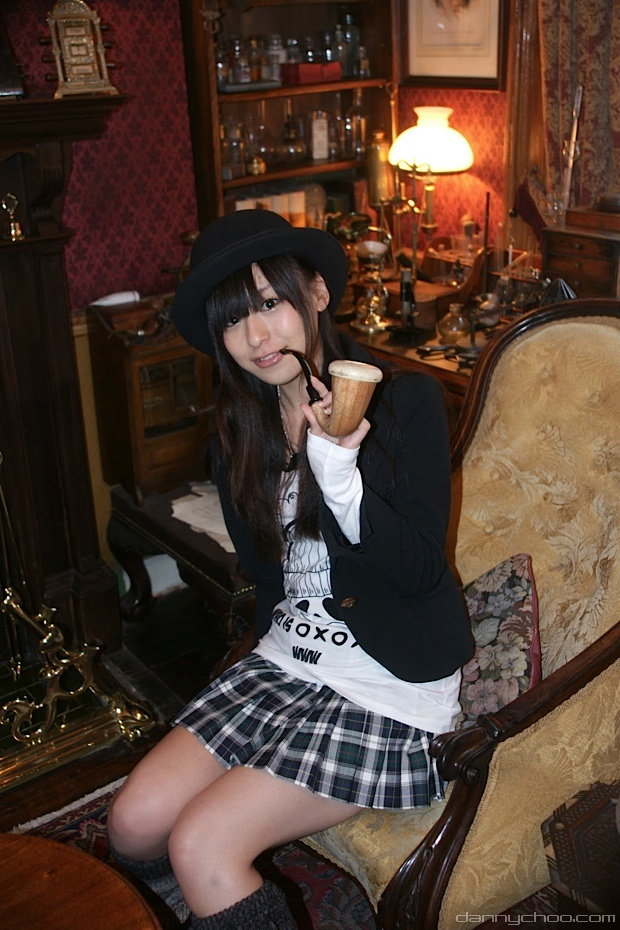
2010年10月14日、ロンドンに再現された「ホームズの部屋」にて（富岡秀次撮影）

好きな食べ物は米、チャーハン、肉、海鮮系。嫌いな食べ物は目玉焼き、ゆで卵、豆腐。2019年9月10日放送の『マツコの知らない世界』では、徳井の台湾ませそば好きをきっかけにハマったと東大大学院生に紹介された。
母親の影響もあり、自炊をすることが多い。「cookpadLive -クッキングLiveアプリ-」では徳井が料理している姿を生配信している。
両親は空手家で、弟がいる。
親交のある声優として、ミルキィホームズのメンバー、久保ユリカ、内田真礼を挙げている。久保田未夢とはプライベートでも遊ぶ仲であり、妹にしたいと思っている。
思い入れのある作品として、『探偵オペラ ミルキィホームズ』と『ラブライブ!』を挙げている。
μ'sのメンバーで唯一ソロCDデビューをしていないが、2019年12月30日、『徳井青空 Birthday LIVE “10&30”』では、徳井が作詞したオリジナル楽曲｢10&30｣が披露された。
座右の銘は「我が生涯に一片の悔いなし!!」。

### 趣味･特技
趣味は漫画を描く、ネイルアート、ミニ四駆、麻雀、アクアリウム。特技は絵、ものづくり。
幼少期、『月刊コロコロコミック』の愛読者で、中でも『ポケットモンスター』にハマり、初恋の相手はリザードンである。その後、『週刊少年ジャンプ』も愛読するようになり、初めて好きになった人間のキャラクターは『ONE PIECE』に登場するサンジ。小学生の頃、等身大サンジをフェルトでつくるのにトライしたこともある。お気に入りの漫画は、『こちら葛飾区亀有公園前派出所』、『ピューと吹く!ジャガー』、『りりむキッス』、『アオイホノオ』、『かりあげクン』、『コロコロ創刊伝説』。
オカルト好きで、月刊『ムー』の愛読者でもある。『徳井青空のオカルト探険倶楽部』では、月刊ムーの編集長である三上丈晴をゲストに迎えるなど、オカルトについて深く語っている。
2019年2月23日、流田Projectとのコラボイベント『そらまると流田とアニソン
〜めざせアニソンマスターin 神田明神ホール〜』を開催。「ようこそジャパリパークへ」、「いけないボーダーライン」の2曲をサックス演奏で披露。アイアンフリルの楽曲「Nope!!!!!」では歌唱だけでなくアルトサックスも担当している。

### ミニ四駆
幼少期からミニ四駆で遊んでおり、森久保祥太郎と共にパーソナリティを務めた、ラジオ『レッツ&ゴー!!情報局 Radio Racers!!』をきっかけにミニ四駆愛を深める。最初に組み立てたマシンは、Z ウイングマグナム。コンカラー オープントップに矢澤にこのフィギュアを乗せた「にこちゃん号」や譲崎ネロ風に自ら塗装したアバンテMk.IIIなどオリジナルマシンを作っており、ミニ四駆の日本一を決定する公認競技会「ジャパンカップ」にも参加している。
『コロコロアニキ2019年夏号』には、『コロコロ時代』「そらまるアネキとミニ四駆」のタイトルで徳井が描いたミニ四駆エッセイ漫画が掲載され、『コロコロアニキ』デビューを飾った。

### DJ兎猛者
『ご注文はうさぎですか?』でマヤ役として出演。ごちうさイベントであるDJ NIGHTではDJ兎猛者（a.k.a 徳井青空）としてDJを担当。2018年12月19日発売のDJMIXアルバム「ごちうさDJブレンド」では、DJ兎猛者がミックスした楽曲が収録されている。

### 特撮
幼少期から特撮ヒーローに憧れており、関西テレビ放送の特撮ドラマ『神話戦士ギガゼウス』では、上杉佳織役としてレギュラー出演。特撮プロレスヒーロードラマである『ファイヤーレオン』では、もとみ役としてレギュラー出演した。
前田玲奈と共に幹事として集めたメンバーで結成した声優ユニット「カラオケ戦隊声優ジャー」ではレッドを担当している。

## 出演
太字はメインキャラクター。

### テレビアニメ
2009年
- ヴァイス・サヴァイヴR（姫宮）

2010年
- 探偵オペラ ミルキィホームズ（2010年 - 2018年、譲崎ネロ） - 4シリーズ + 特別編4作品

2012年
- うーさーのその日暮らし（譲崎ネロ）
- しばいぬ子さん（少年）
- 探偵オペラ ミルキィホームズ Alternative ONE & TWO（譲崎ネロ） - 前後編
- ちとせげっちゅ!!（みさき、みけねこ子さん）
- リトルバスターズ!（笹瀬川佐々美）
- ルパン三世 東方見聞録 〜アナザーページ〜（亜美）
- ROBOTICS;NOTES（大徳淳和）

2013年
- あいまいみー（みけねこ子さん）
- 幻影ヲ駆ケル太陽（月詠るな）
- 翠星のガルガンティア（マイタ）
- スパロウズホテル（みけねこ子さん）
- 世界でいちばん強くなりたい!（ホーネット）
- 熱風海陸ブシロード（ユズ）
- 這いよれ! ニャル子さんW（幼いシャンタッ君）
- 八犬伝—東方八犬異聞—（白狐、女楽師、犬村大角〈幼少〉、子供、生徒） - 2シリーズ
- ファンタジスタドール（カティア）
- ラブライブ!（2013年 - 2014年、矢澤にこ、矢澤こころ、矢澤ここあ、矢澤虎太郎） - 2シリーズ

2014年
- ご注文はうさぎですか?（2014年 - 2020年、マヤ） - 3シリーズ
- 超爆裂異次元メンコバトル ギガントシューター つかさ（小出ミル子、手下、高橋 越前屋 俵太郎 / 高橋 タダシ）
- フューチャーカード バディファイト（2014年 - 2018年、奈々菜パル子） - 5シリーズ

2015年
- 境界のRINNE（ミホ、美少女D、女子B）
- GATE 自衛隊 彼の地にて、斯く戦えり（モーム）
- JKめし!（五十嵐ルリ子）
- 銃皇無尽のファフニール（アリエラ・ルー）
- だんちがい（仲野羽月）
- プリパラ（ブリトニー）

2016年
- うさかめ（芝草宇宙）
- おくさまが生徒会長!+!（西条ほのか）
- この美術部には問題がある!（綾瀬かおり）
- ナゾトキネ（ハッチン）
- 美少女遊戯ユニット クレーンゲール（彩日花） - 2シリーズ
- ラクエンロジック（クロエ・マクスウェル）
- 私たちらくろじ部! 2期（露竺堵らいぶ）

2017年
- 怪獣娘 〜ウルトラ怪獣擬人化計画〜（2017年 - 2018年、ピグモン） - 2シリーズ
- AKIBA'S TRIP -THE ANIMATION-（こにたん）
- BanG Dream!（2017年 - 2020年、二十騎ひなこ） - 3シリーズ
- ひなろじ〜from Luck & Logic〜（クロエ・マクスウェル）
- カイトアンサ（ハッチン）
- てーきゅう（軽音部M）
- つうかあ（蒔田あい）
- ブレンド・S（神崎ひでり） - 第8話のサブタイトル文字も担当

2018年
- ポプテピピック（2018年 - 2021年、ポプ子〈第10話Aパート / 再放送・リミックス版第4話Aパート〉）
- ありすorありす（姫咲）
- ハイスクールD×D HERO（九重）
- されど罪人は竜と踊る（ベルドリト・リヴェ・ラキ）
- ウマ娘 プリティーダービー（テイエムオペラオー）
- フューチャーカード 神バディファイト（未門パル子、マズル）
- キラッとプリ☆チャン（2018年 - 2021年、青葉ユヅル〈10才〉、黒川すず）
- 閃乱カグラ SHINOVI MASTER -東京妖魔篇-（華毘）
- ゾンビランドサガ（2018年 - 2021年、詩織） - 2シリーズ

2019年
- 岐阜のたてかよこ（ネコのミーチェ）
- 超可動ガール1/6（クサビ）
- 魔王様、リトライ!（ユキカゼ）
- 私、能力は平均値でって言ったよね!（レーナ）
- アサシンズプライド（ブラック＝マディア）

2020年
- 群れなせ!シートン学園（猫米クルミ）
- どるふろ -狂乱篇-（G17）
- りばあす（カンナ、車内販売員）
- プリンセスコネクト!Re:Dive（2020年 - 2022年、リマ） - 2シリーズ
- 継つぐもも（響華）
- うまよん（テイエムオペラオー）
- くまクマ熊ベアー（リズ）

2021年
- トロピカル〜ジュ!プリキュア（2021年 - 2022年、桜川先生）
- 呪術廻戦（2021年 - 2023年、新田明） - 2シリーズ
- 平穏世代の韋駄天達（メリアノ）
- 真の仲間じゃないと勇者のパーティーを追い出されたので、辺境でスローライフすることにしました（2021年 - 2024年、ナオ） - 2シリーズ
- プラオレ!〜PRIDE OF ORANGE〜（吉池えま）
- かぎなど（2021年 - 2022年、笹瀬川佐々美） - 2シリーズ
- 進化の実〜知らないうちに勝ち組人生〜（2021年 - 2023年、ルーティア・ビュート） - 2シリーズ

2022年
- 八十亀ちゃんかんさつにっき 4さつめ（青那寺恵）
- オリエント（種子島まもり）
- 連盟空軍航空魔法音楽隊ルミナスウィッチーズ（ロイ、ルイス、ヘンリー）

2023年
- テクノロイド オーバーマインド（涼介）
- 転生貴族の異世界冒険録〜自重を知らない神々の使徒〜（ティファーナ）
- 異世界ワンターンキル姉さん 〜姉同伴の異世界生活はじめました〜（グローリア）
- Helck（ロココ）
- ライアー・ライアー（風見鈴蘭）
- NieR:Automata Ver1.1a（2023年 - 2024年、42S、3B） - 2シリーズ
- 自動販売機に生まれ変わった俺は迷宮を彷徨う（2023年 - 2025年、ショート） - 2シリーズ
- アークナイツ（2023年 - 2025年、スワイヤー） - 2シリーズ
- アンダーニンジャ（野口）

2024年
- ひみつのアイプリ（2024年 - 2025年、三ツ葉アイリ、つむぎのアイムゥ、ダークアイリ） - 2シリーズ
- まぁるい彼女と残念な彼氏（細井万莉子）
- 神は遊戯に飢えている。（ぷいぷい精霊）
- エルフさんは痩せられない。（米路）
- グレンダイザーU（大井）
- 異世界ゆるり紀行 〜子育てしながら冒険者します〜（巫女姫）
- 多数欠（嘉藤騎士）

2025年
- この会社に好きな人がいます（佐倉ゆき子）
- 完璧すぎて可愛げがないと婚約破棄された聖女は隣国に売られる（リーナ）
- キミと僕の最後の戦場、あるいは世界が始まる聖戦 Season II（ノエル）
- ある魔女が死ぬまで（魔女B）
- 追放者食堂へようこそ!（デニス〈少年〉）

### 劇場アニメ
2010年代
- ラブライブ!The School Idol Movie（2015年、矢澤にこ、矢澤こころ、矢澤ここあ、矢澤虎太郎）
- 劇場版 探偵オペラ ミルキィホームズ〜逆襲のミルキィホームズ〜（2016年、譲崎ネロ）

2020年代
- 劇場版 呪術廻戦 0（2021年、新田明）
- ウマ娘 プリティーダービー 新時代の扉（2024年、テイエムオペラオー）
- ベルサイユのばら（2025年、ルイ・ジョゼフ）

### OVA
2010年
- ラブライブ!（2010年 - 2016年、矢澤にこ） - 7作品

2013年
- 幻影ヲ駆ケル太陽 番外編（月詠るな）

2014年
- 翠星のガルガンティア 〜めぐる航路、遥か〜 前編（マイタ）
- 世界でいちばん強くなりたい! BD映像特典（ホーネット）
- 超爆裂異次元恋愛白書 メロメロシューターみるこミル子（小出ミル子）
- リトルバスターズ! EX（笹瀬川佐々美、生徒B）
- わーなびっ.jk ピクチャードラマ（2014年 - 2015年、柳澤あみ） - 2作品

2015年
- だんちがい BD映像特典（仲野羽月）

2017年
- ご注文はうさぎですか??シリーズ（2017年 - 2019年、マヤ） - 2作品

2018年
- 怪獣娘（黒）〜ウルトラ怪獣擬人化計画〜（ピグモン）
- ウマ娘 プリティーダービー BNWの誓い（2018年、テイエムオペラオー）

### Webアニメ
- 超爆裂異次元メンコバトル ギガントシューター つかさα（2015年、小出ミル子）
- 怪獣娘 〜ウルトラ怪獣擬人化計画〜（2016年、ピグモン[149]）
- 愛姫MEGOHIME（2019年、取りまき2[150]）
- 言霊少女 the Animation -Microphone soul spinners-（2020年、ヒエラル牛[151][注 4]）
- ブルーアーカイブ「beautiful day dreamer」（2022年、才羽モモイ）
- うまゆる（2022年、テイエムオペラオー）
- ウマ娘 プリティーダービー ROAD TO THE TOP（2023年、テイエムオペラオー[152]） - 2024年に劇場用再編集版公開[153]

### ゲーム
2010年
- ai sp@ce（譲崎ネロ）
- 探偵オペラ ミルキィホームズ（譲崎ネロ）

2011年
- 探偵オペラ ミルキィホームズ 1.5（譲崎ネロ）
- 魔界戦記ディスガイア4（宇宙人3、天使）
- 桃色大戦ぱいろん（城ヶ島聖、ネロ）

2012年
- 大疾走! ミルキィホームズ ターボ（譲崎ネロ）
- 探偵オペラ ミルキィホームズ2（譲崎ネロ）
- デューク ニューケム フォーエバー（ミソ）
- ミルキィ大富豪（譲崎ネロ）
- 迷宮塔路レガシスタ（マリ・ストレイター）
- 朗読少女（丙絵ゆい）
- ROBOTICS;NOTES（大徳淳和）

2013年
- カードファイト!! ヴァンガード ライド トゥ ビクトリー!!（ネロ）
- 神狩デモンズトリガー（若菜夏未）
- 神様と運命革命のパラドクス（早乙女リリエル〈声 - 矢澤にこ〉）
- 探偵オペラ ミルキィホームズ アラームアプリ（譲崎ネロ）
- ディスガイア D2（早乙女リリエル）
- ファンタジスタドール アニメ公式アプリ（カティア）
- ファンタジスタドール ガールズロワイヤル（カティア）
- 嫁コレ（徳井青空）
- ラブライブ! スクールアイドルフェスティバル（2013年 - 2023年、矢澤にこ、矢澤こころ、矢澤ここあ、矢澤虎太郎）

2014年
- 神様と運命覚醒のクロステーゼ（早乙女リリエル）
- 禁忌のマグナ（ノエル）
- 筋トレ彼女（六花）
- 超女神信仰 ノワール 激神ブラックハート（モルー）
- トイズドライブ（譲崎ネロ）
- BREAK雀BURST（しずく）
- MAPLUS+（セナ）
- 魔法少女大戦 ZANBATSU（葉桜千）
- ラブライブ! School idol paradise（矢澤にこ）
- ロボットガールズZ ONLINE（ダブちゃん〈ダブルスペイザー〉、ユリシーザー）
- ROBOTICS;NOTES ELITE（大徳淳和）

2015年
- イグジストアーカイヴ -The Other Side of the Sky-（南木小春）
- スクール オブ ラグナロク Re:Boot（ノノ）
- 閃乱カグラ ESTIVAL VERSUS -少女達の選択-（華毘）
- 筋トレ応援ゲーム ねんしょう!（美納川絵里香）
- 箱庭の学園（柴谷栖）
- 不思議のクロニクル 振リ返リマセン勝ツマデハ（メモリア）
- プリンセスコネクト!（リマ）
- ミラクルガールズフェスティバル（マヤ）
- メイQノ地下ニ死ス（コニー）
- ラングリッサー リインカーネーション -転生-（コンスタンツァ・イアハルト、ジャック）
- ロストチャイルド〜光と闇の子供たち〜（ミルドナ）

2016年
- IRroid〜恋の有効フロンティア〜（夢咲輝衣）
- ICARUS ONLINE（シャリング）
- 一血卍傑-ONLINE-（ワニュウドウ）
- 逆転オセロニア（パティシエ・シュクレ、聖夜の乙女・ノエル）
- ゴシックは魔法乙女〜さっさと契約しなさい!〜（アマモ、ネロ）
- ご注文はうさぎですか?? Wonderful Party!（マヤ）
- 消滅都市2（エミ）
- 白猫プロジェクト（エクル・リル）
- 神撃のバハムート（アルカ）
- ドラゴンジェネシス -聖戦の絆-（ティンカーベル）
- パズルオブエンパイア（ナポレオン、ワシントン、武田信玄）
- ファンタジーアース ゼロ（男性的な少女II）
- ブレイブソード×ブレイズソウル（終期性螺旋機構理論、ぽんぽん）
- 編隊少女 -フォーメーションガールズ-（鷹登まつり）
- 魔法陣少女 ノブナガサーガ（カンウ）
- みみふく〜人気声優と無料で擬似電話ゲーム!〜（東山恭子）
- モン娘☆は〜れむ（ピグモン、アナリア、なずな）
- WORLD CLUB Champion Football 2015-2016（成瀬まどか）

2017年
- 青空アンダーガールズ!（天道輝音）
- あくしず戦姫 戦場を駆ける乙女たち（エレーヌ、中型揚陸艦LSM-1、ロケット中型揚陸艦LSM〈R〉、遼寧）
- グラナディアサーガ（ロゼッタ）
- 閃乱カグラ PEACH BEACH SPLASH（華毘）
- シノビマスター 閃乱カグラ NEW LINK（華毘）
- 誰ガ為のアルケミスト（ラヴィーナ）
- ニューダンガンロンパV3 みんなのコロシアイ新学期（茶柱転子）
- BTOOOM!オンライン（プレイヤー）
- ブルー リフレクション 幻に舞う少女の剣（鳴宮圭）
- ブレイブソード×ブレイズソウル（オンスロート）
- ららマジ（草薙百花）

2018年
- デスティニーチャイルド（ティルフィング）
- プリンセスコネクト！Re:Dive（2018年 - 2024年、リマ）
- グリモア〜私立グリモワール魔法学園〜（マヤ）
- カルマオンライン（ソーサレス、ブニャ）
- 黒騎士と白の魔王（スカアハ）
- メモリーズオフ -Innocent Fille-（志摩寿奈桜）
- PROJECT AQUA（マリル）
- ぷちぐるラブライブ!（矢澤にこ）
- バンドリ！ ガールズバンドパーティ！（二十騎ひなこ）
- 桜降る代に決闘を（クルル）
- 御城プロジェクト:RE（鉢形城、竜宮城）
- ドールズフロントライン（G17、FF F2000）
- 青空アンダーガールズ!Re:vengerS（天道輝音）
- きららファンタジア（2018年 - 2019年、神崎ひでり、マヤ）
- バクレツモンスター（ポプ子）
- ゲシュタルト・オーディン（ルクス）

2019年
- HUNTER×HUNTER グリードアドベンチャー（スフィカ）
- ゴシックは魔法乙女〜さっさと契約しなさい!〜（ピグモン）
- グレントリア 〜眠レル竜ト暁ノ戦士ノ物語〜（ノエル）
- ROBOTICS;NOTES DaSH（大徳淳和）
- 47 HEROINES（虎伏真央）
- メモリーズオフ -Innocent Fille- for Dearest（志摩寿奈桜）
- ラングリッサー モバイル（ナーム）
- 夢現Re:Master（無限堂さき）
- キラッとプリ☆チャン（すず）
- グランブルーファンタジー（2019年 - 2024年、オロロジャイア〈女〉、矢澤にこ）
- オルタンシア・サーガ -蒼の騎士団-（エリス）
- ラブライブ! スクールアイドルフェスティバル ALL STARS（2019年 - 2023年、矢澤にこ）
- エピックセブン（スーリン）

2020年
- アークナイツ（スワイヤー）
- モンスターストライク（2020年 - 2022年、風神雷神）
- ミニ四駆 超速グランプリ（徳井青空）
- 夢現Re:Idol 〜大鳥あいのキャラが主人公として薄すぎる件について（無限堂さき）
- 夢現Re:After（無限堂さき）
- マギアレコード 魔法少女まどか☆マギカ外伝（若菜つむぎ）
- 三國志 覇道（孫尚香）

2021年
- ワールドフリッパー（フラフィ）
- ウマ娘 プリティーダービー（2021年 - 2024年、テイエムオペラオー）
- ラブライブ!スクールアイドルフェスティバル 〜after school ACTIVITY〜 わいわい!Home Meeting!!（矢澤にこ）
- ブルーアーカイブ -Blue Archive-（2021年 - 2024年、才羽モモイ）
- FUSHO-浮生-（謎の少女・艾珂）
- グラフィティスマッシュ（リュウ）
- フィギュアストーリー（レイ）
- ガーディアンテイルズ（エルビラ）

2022年
- プリコネ！グランドマスターズ（リマ）
- 駅メモ！ -ステーションメモリーズ！-（羽貫ミユ）

2023年
- ラブライブ! スクールアイドルフェスティバル2 MIRACLE LIVE!（2023年 - 2024年、矢澤にこ）
- 崩壊:スターレイル（フック）
- 勝利の女神:NIKKE（ブラン）

2024年
- 呪術廻戦 戦華双乱（新田明）
- 少女☆歌劇 レヴュースタァライト -Re LIVE-（譲崎ネロ）
- ひみつのアイプリ / アイプリバース（2024年 - 2025年、アイリ、つむぎのアイムゥ） - 2作品
- エルゴスム（クヲン）

2025年
- クイズRPG 魔法使いと黒猫のウィズ（エコーチャンバー）
- シャインポスト Be Your アイドル（薬師院亜珠花）

### ドラマCD
2010年
- ラブライブ!（矢澤にこ）
  - 僕らのLIVE 君とのLIFE
  - Snow halation

2011年
- 探偵オペラ ミルキィホームズ オフィシャルファンブック同梱ドラマCD（譲崎ネロ）
- ラブライブ!（矢澤にこ）
  - Love marginal
  - ダイヤモンドプリンセスの憂鬱
  - 知らないLove*教えてLove
  - 夏色えがおで1,2,Jump!

2012年
- 探偵オペラ ミルキィホームズ（譲崎ネロ）
  - コンプティーク 2012年3月号 付属ドラマCD
  - 探偵オペラ ミルキィホームズ 第2幕 バラエティブック 同梱ドラマCD
  - 探偵オペラ ミルキィホームズ 第2幕 BD/DVD 初回生産分特典CD
  - PSPソフト 探偵オペラ ミルキィホームズ2 限定版特典ドラマCD

- ラブライブ!（矢澤にこ）
  - もぎゅっと“love”で接近中!
  - ラブライブ! μ's First LoveLive! スペシャルドラマCD
  - 乙女式れんあい塾
  - Wonderful Rush

- ルートダブル -Before Crime * After Days- 超能力少女ビヨンド☆びよんど（イエティ）
- ROBOTICS;NOTES 冬空のロケット（大徳淳和）

2013年
- 神狩デモンズトリガー（若菜夏未）
- ファンタジスタドール（カティア）
- ふたりはミルキィホームズ ブルーレイ & DVD 特典CD（譲崎ネロ）
- ラブライブ!（矢澤にこ）
  - ラブライブ! μ's New Year LoveLive! 2013 スペシャルドラマCD
  - ラブライブ! μ's 3rd Anniversary LoveLive! スペシャルドラマCD
  - 微熱からMystery
  - Cutie Panther
  - Pure girls project
  - Music S.T.A.R.T!!
  - ラブライブ!〜国立音ノ木坂学院案内〜 特典CD

- 朗読少女 オルフェウスの竪琴/魔法朗読少女マジかる★しおりん（丙絵ゆい、はちべェ）
- ROBOTICS:NOTES BD/DVD 特典CD（大徳淳和）
- 科学アドベンチャーシリーズスペシャルドラマCD『怱卒連鎖のトリプティック』（大徳淳和）
- わーなびっ.jk（柳澤あみ）

2014年
- 幻影ヲ駆ケル太陽 Blu-ray&DVD 完全生産限定版特典 キャラクターラジオCD（月詠るな）
- ラブライブ!（矢澤にこ）
  - ラブライブ! μ's →NEXT LoveLive! 2014 〜ENDLESS PARADE〜 スペシャルドラマCD
  - 永遠フレンズ
  - 秋のあなたの空遠く
  - 冬がくれた予感

2015年
- 銃皇無尽のファフニールⅧ アメジスト・リバース ドラマCD付き限定版（アリエラ・ルー）
- 魔法少女オーバーエイジ GENERATION TRIAD（黒田はがね）
- ラブライブ! μ's Go→Go! LoveLive! 2015 〜Dream Sensation!〜 スペシャルドラマCD（矢澤にこ）

2016年
- ありすorありす〜シスコン兄さんと双子の妹〜 ドラマCD（姫咲）
- ウマ娘 プリティーダービー STARTING GATE（テイエムオペラオー）

2017年
- 神力アイドル ミヤビノシスターズ（貴船マナ）

2018年
- 秋葉原八景（ポニ子）
- 伊賀流モモチの昭和浪漫探偵録（百地モモ）
- プリンセスコネクト！Re:Dive PRICONNE CHARACTER SONG 04（リマ）

2019年
- あやかしこ ドラマCD付き第6巻特装版（高梨エミ）
- 世界で一番おっぱいが好き! ドラマCD付き第4巻特装版（笹塚すばる）
- 時空警察SIG-RADER ノエルサンドレ・イヴ（角井はづき）

2020年
- 夢現Re:After 購入特典 オーディオドラマCD「かわいい貴女と貴女と、わたし」（無限堂さき）

### 吹き替え
- マイリトルポニー〜トモダチは魔法〜（アップルジャック[283][284]、パウンドケーキ）
  - マイリトルポニー: エクエストリア・ガールズ（アップルジャック）
  - マイリトルポニー・ガールズ: 虹の冒険（アップルジャック）
  - マイリトルポニー: エクエストリア・ガールズ - フレンドシップ・ゲーム（アップルジャック、サニーフレア）
  - マイリトルポニー: エクエストリア・ガールズ - エバーフリーの伝説（アップルジャック）
- Van Helsing シーズン1、2
- プリティ・リトル・ライアーズ ORIGINAL SIN（イモジェン・アダムス[285]）
- 攻略うぉんてっど!〜異世界救います!?〜（ブドウ[286]）
- フロム -閉ざされた街-　シーズン1（クリスティ）

### モーションコミック
- 勝利の女神だって野球したい!（2014年 - 2015年、宮坂小町[287]）

### ラジオ
※はインターネット配信。
- ヴァイス・サヴァイヴ ラジオ（出演時期不明、HiBiKi Radio Station※）[8]
- ブシロード ヴァイシュヴァルツハードコア（出演時期不明、HiBiKi Radio Station※）[8]
- ミルキィホームズ 探偵学院放送室（2009年 - 2010年、HiBiKi Radio Station※）[8]
- まなびぃ♥そらじぃの○○Cafe（2010年 - 2015年、HiBiKi Radio Station※）[8]
- 響&IOSYSプレゼンツ『居酒屋 天下無双!』（2010年 - 2012年、HiBiKi Radio Station※）[8]
- ミルキィホームズ 探偵学院放送室2（2010年 - 2011年、ラジオ大阪）[8]
- ミルキィホームズ 探偵学院放送室3（2011年、HiBiKi Radio Station※）[8]
- ラブライ部 ラジオ課外活動 〜にこりんぱな〜（2011年 - 2012年、HiBiKi Radio Station※、ランティスウェブラジオ※、音泉※）[288]
- 徳井青空のソラトーク!（2011年 - 2012年、超A&G+※）
- ロボティクス・ノーツRADIO〜リアルロボ部 少年少女たちの夢〜（2011年 - 2013年、HiBiKi Radio Station※）
- ミルキィホームズ 探偵学院放送室4（2012年、HiBiKi Radio Station※）[8]
- ラジオミルキィホームズ〜姫ちゃん&ゆかいな仲間たち〜（2012年、HiBiKi Radio Station※）[289]
- 朗読少女RADIO〜朗読倶楽部のお時間です〜（2012年 - 2013年、HiBiKi Radio Station※）
- 神パラ×日本一RADIO（2012年 - 2013年、HiBiKi Radio Station※）
- 内田真礼・徳井青空のブシモ通信（2012年 - 2013年、HiBiKi Radio Station※）[290]
- ラブライブ! μ's広報部 〜にこりんぱな〜（2012年 - 2016年、2018年、HiBiKi Radio Station※、音泉※）
- ミルキィホームズ 探偵学院放送室ターボ（2013年、HiBiKi Radio Station※）
- 幻影ヲ駆ケルRadio（2013年、HiBiKi Radio Station※）[291]
- ラジオ ふたりはミルキィホームズ（2013年、HiBiKi Radio Station※）[292]
- ミルキィホームズ・アワー（2014年、HiBiKi Radio Station※）
- ご注文はラジオですか?（2014年、HiBiKi Radio Station※）
- ラジオのRINNE…みたいな?（2015年 - 2016年、HiBiKi Radio Station※）[293]※サブパーソナリティ
- レッツ&ゴー!!情報局 Radio Racers!!（2015年 - 2017年、HiBiKi Radio Station※）
- ミルラジ（2015年 - 2017年、HiBiKi Radio Station※）[294]
- JKめし!ラジオ（2015年 - 2016年、CBCラジオ）[295]
- 植田佳奈と徳井青空のラクエンロジックラジオ（2016年 - 2018年、HiBiKi Radio Station※）[296]
- ご注文はラジオですか??〜チマメ隊のポポロンラジオ〜（2016年 - 2018年、文化放送）
- ラジオおくさまが生徒会長!＋!〜写真部活動報告〜（2016年、ラジオ関西）[297]
- 鷲崎健のヨルナイト×ヨルナイト（2016年・2019年、超!A&G+※）※マンスリーアシスタント
- 徳井青空のまぁるくなぁれ!（2016年 - 2022年、超!A&G+※・HiBiKi Radio Station※）[298]
- 画のないアニメ館（2017年 - 2018年、NHK-FM）[299][300]
- ららラジ♪（2017年、音泉※）[301]
- 徳井青空・久保ユリカ アルマギア情報局（2018年 - 2024年、超!A&G+※）[302]
- パワーボイスA 徳井青空のアニメ“ちゅ〜♡”ずでい（2018年 - 2019年、NHKラジオ第1）[303]
- ありすorありす WELCOME RADIO（2018年、ラジオ大阪・ニコニコ動画※）
- 徳井青空のあにげっちゅ〜今日からオタ活（2019年 - 2021年、NHKラジオ第1）
- ラブライブ!シリーズのオールナイトニッポンGOLD（2019年、ニッポン放送など）
- ReバースRADIO〜修行編〜（2019年 - 2020年、HiBiKi Radio Station※）[304]
- 私たち、ラジオは平均値でって言ったよね！（2019年 - 2020年、音泉※）[305]
- 言霊少女 presents ソウスピラジオ♪（2019年 - 2020年、HiBiKi Radio Station※）[306]
- ご注文はラジオですか?BLOOM（2020年、音泉、YouTube※）[307]
- 徳井青空のPLUMディープランド（2022年 - 2024年、SBCラジオ）
- 寺島惇太と徳井青空の小説家になろうnavi -3rd book-（2022年 - 2024年、MBSラジオ）
- 週刊ファルコムラジオ（2023年、文化放送） ※内田理央のレコメン!FRIDAY 内 フロート番組

### インターネットテレビ
- 鷲崎健のアニメロ新人オーディション（2008年 - 2009年、ニコニコ動画）
- ミルキィホームズ 探偵! ナイトスクール（2010年、ニコニコ生放送）
- 麻雀最強戦2012（2012年、ニコニコ生放送・フジテレビNEXT[308]）アシスタント[309]
- ちとせげっちゅ!!放課後ニコ生（2012年 - 2013年、ニコニコ生放送）
- 声優パラダイスTV（2013年 - 2014年、ニコニコ生放送）[310]
- ファイブクロス生対戦（2013年 - 2015年、ニコニコ生放送）
- ご注文はニコ生ですか?（2014年、ニコニコ生放送）[311]
- だんちがい双子（ニコ）生（2015年、ニコニコ生放送）
- りっぴーそらまるのだらだらごろごろ（2015年 - 2021年、ニコニコ生放送）
- 「MAPLUS＋生放送」徳井青空のそらまるナビ（2015年 - 2016年、不定期、ニコニコ生放送-声優グランプリチャンネル）
- あくしず戦姫 〜ニコ生を駆ける乙女たち〜（2016年、ニコニコ生放送）
- 徳井青空のガチャガチャした話。（2017年 - 2018年、YouTube）
- まけるな!! あくのニコ生！（2017年、ニコニコ生放送）
- マスタープンの泉（2017年 - 2018年、OPENREC.tv）
- HiBiKi StYle（2017年 - 2018年、YouTube）
- 週刊 Surface 絵描きの三種の神器（2017年、YouTube）三神みこのCVも担当
- pixiv ONE（2018年、pixiv LIVE）
- 徳井青空のグリアド情報局!（2018年、YouTube）[312]
- チャンモノ（2018年 - 、YouTube）
- 今日から始めるネトゲのススメ（2018年、AG-ON Premium・YouTube）
- チーバくんを探せ!!（2018年3月20日、YouTube）徳井青空 役
- ご注文はABEMAですか?BLOOM（2020年、ABEMA・YouTube）[313]
- ギモンの法則（2020年、Schoo）[314]
- ファミ通presents ウマ娘研究会!（2021年 - 、ニコニコ生放送・YouTube）[315]
- アニメハックTV（2021年 - 、YouTube）[316]
- 声優と夜あそび（2021年、2022年、ABEMA）[317]
- 【速報】徳井V青空が新番組やるっていうから見てみたら俺の夢がかなっていた件について（2021年 - 、Z-aN・YouTube）[318]
- 声優とフィギュる（2022年 - 2024年、ABEMA）
- 徳井青空・三上丈晴の超科学な夜（2023年 - 、ニコニコチャンネルプラス）
- SHIBUYA ANIME BASE（2024年 - 、ABEMA）[319]
- ホロごえっ!（2025年 - 、ABEMA）[320]

### テレビドラマ
- STAND UP!ヴァンガード（2012年5月3日、テレビ東京）チームミルキィホームズ 役
- 神話戦士ギガゼウス（2012年5月10日 - 6月28日、関西テレビ）上杉佳織 役
- ファイヤーレオン（2013年4月6日 - 2014年1月4日、TOKYO MX）もとみ[321] 役

### その他のテレビ番組
- ミルキィホームズ課外授業（2010年4月 - 11月、『超!アニメ天国』内、KBS京都・テレビ神奈川）
- ミソキィホームズ 東京なごや化計画（2011年、『声優バラエティー SAY!YOU!SAY!ME!』内、テレビ愛知）
- ミルキィホームズの特別授業（2011年10月17日 - 2012年12月16日、つくばテレビ）
- ブシロードTCG情報局（2012年4月5日 - 2013年3月28日、BS11・TOKYO MX）三森すずことメインMC
- TOKYO「萌」探偵（2012年8月2日 - 2013年3月28日、TOKYO MX）橘田いずみとメインMC[注 6]
- ミルキィ情報局（2013年7月13日 - 9月28日、『ふたりはミルキィホームズ』内、TOKYO MX）
- ブシモBAR（2013年10月2日 - 12月18日、『オトナの!』内、TBSテレビ）
- 月刊ブシロードTV（2014年4月11日 - 2015年3月27日、TOKYO MX）橘田いずみ・愛美（ - 9月26日）、新田恵海（10月3日 - ）とメインMC
- 岸田メル先生の芸能人イラスト予備校（2014年5月16日 - 2015年3月21日、『いらこん』内、フジテレビ）雛鳥ピク吉のCVも担当
- アニメマシテ（2014年9月9日 - 9月16日、テレビ東京）新田恵海とメインMC
- みるみるミルキィ（2014年10月4日 - 2015年6月27日、2016年4月2日 - 6月25日、2017年5月13日 - 5月27日、TOKYO MX）
- エブリ!バディ部（2015年4月4日 - 9月26日、2016年4月2日 - 9月24日、BSジャパン）
- 声優イラストゼミナール（2015年4月30日 - 2016年3月24日、『いらこん』内、フジテレビ）雛鳥ピク吉、コンちゃんのCVも担当
- ブシモのテレビ（2015年7月4日 - 9月26日、TOKYO MX）
- 笑けずり シーズン2〜コント編〜（2016年9月16日 - 10月14日、NHK BSプレミアム）
- A応Pのあにむす!（2017年8月31日 - 9月14日）
- カッ飛べ!オレのミニ四駆（2017年9月7日 - 2018年1月18日、BS11）
- カッ飛べ!オレのミニ四駆R（2018年11月19日 - 2018年12月17日、BS11）
- あにめすこ～ぷ ～アニメを本職に見せたら聞いた事ない話が飛び出した件～（2022年7月3日 - 、AT-X）

### CM
- ブシモ バウンドモンスターズTVCM（2013年）ナレーション
- ラブライブ!スクールアイドルフェスティバル（2014年）
- 橘田いずみのザ・餃子（2014年）
- 『三國志 覇道』TVCM リモート軍議篇（2021年）[322]
- 「Rivals テイエムオペラオー」篇（2021年）[323]

### 映画
- フジミ姫〜あるゾンビ少女の災難〜（2013年）眞粒有・A 役[324]
- 時々は、眠れない夜に（2020年）脚本・監督[36]

### 舞台・朗読劇
- 舞台
  - チョコレートガールズ2 〜チョコレートガールズVSアズキガールズ〜（2011年2月12日、前進座劇場）ミルキィホームズとしてゲスト出演
  - KOYA・MAP +アニソンぷらす 「喝采」アニソンミュージカル.ver（2012年10月31日 - 11月4日、前進座劇場）
  - 舞台「ROBOTICS;NOTES」（2013年5月6日、全労済ホールスペース・ゼロ）ゲスト出演[325]
  - 舞台「カタシロRebuild」（2021年5月2日、ディズム） マコト 役[326]
- 朗読劇
  - 朗読劇 私の頭の中の消しゴム（2016年4月28日 - 5月3日、天王洲銀河劇場）
  - 音楽朗読劇「シラノ」（2018年8月7日・15日、TOKYO FM HALL） ロクサーヌ 役[327]
  - 罠 Piège pour un homme seul（2019年2月7日、中野ザ・ポケット）エリザベート 役[328]
  - 日本の古典シリーズ朗読劇『源氏物語〜奥ゆかしき恋の果て〜』（2019年8月24日、TOKYO FM HALL）女性たち 役[329]
  - ことだま屋本舗EXステージvol.10『サマーヒーロー』（2019年11月10日、専門学校ESPエンターテインメント東京）
  - PLATTO朗読劇（2020年6月20日、ライブ配信）[330]
    - 「青春の一ページを、キスでめくって」 竹岡真歩、櫛野悠里 役
    - 「倫理テスト部の一日」 市成さやか、双葉みちこ 役

  - アニカラ朗読歌劇vol.2『イヒの憂鬱』（2020年9月25日、渋谷プレジャープレジャー）[331]
  - 吾輩は猫である-はじまりの漱石-（2020年10月31日、紀伊國屋サザンシアターTAKASHIMAYA）奥さん、寒月 役他[332]
  - 声のプロフェッショナルが奏でるリーディングシェイクスピア『マクベス』（2020年11月30日、池袋サンシャイン劇場）マクベス夫人 役他[333]
  - STORY LIVE 徳井青空 『天神がえり』（2021年2月15日、ミクサライブ東京 ホールミクサ）[334]
  - タイムリープガール〜80's歌のヒットパレード〜（2021年3月13日、うち劇）石野知世 役[335]
  - 声優×芸人 朗読劇「WARAI-GOE」（2021年11月3日・7日、東京・紀伊國屋ホール）[336]
  - READPIA × STU48 オリジナル朗読劇「静かな時の上の方」（2022年3月5日・6日、ところざわサクラタウン ジャパンパビリオン ホールA）[337]
  - LAWSON presents 朗読歌劇アルマギア 〜First Live 2023〜（2023年7月9日、立川ステージガーデン） - ミウキャット 役[338]
  - 岩井秀人（WARE）プロデュース『いきなり本読み！Voices』（2025年8月5日〈予定〉、草月ホール）[339]

### パチンコ・スロット機
- パチスロ 探偵歌劇 ミルキィホームズ TD 消えた7と奇跡の歌（譲崎ネロ[340]）
- みうのおしゃべりパチスロ（みう[341]）

### ナレーション
- チーバくんを探せ!!（2018年） - 2シリーズ
- 奇跡のチーター物語（2018年10月20日、ナショジオ ワイルド）
- 世界大自然紀行 イギリス 山と森の生き物（2019年、ナショナルジオグラフィック）
- バナナマンのドライブスリー（2019年4月23日、テレビ朝日）
- 言霊少女プロジェクト PV（2019年、YouTube）
- かまいガチ（2021年4月8日、テレビ朝日）
- ワイルド ネイチャー：ロード to アースデイ（2022年、ナショナルジオグラフィック[342]）
- DMM TV番宣・ブリッジCM〈初代〉（2022年12月[343] - 2023年3月）
- M-ON! SPECIAL 「日向坂46」～脈打つ感情～（2023年11月19日、MUSIC ON! TV）

#### 音声ガイド
- ダ・ヴィンチ没後500年「夢の実現」展（2020年1月5日 - 1月26日）

### その他コンテンツ
- 恋色コミック（瑠宇[344]）
- 温泉むすめ（南房総日由美[345]）
- Type-you×駈けろ!メガネプロダクション（ツー[346]）
- 夢現Re:Master 購入特典 録り下ろしドラマ音源「大女優はオムライスに甘く優しい夢を見るか」（2019年、無限堂さき[347]）
- ウマ娘 プリティーダービー 新時代の扉 オーディオドラマ「また星は巡る」（2025年、テイエムオペラオー）
- ダーツハイブ 声社員プロジェクト“褒め”ボイスダーツセット〜Happy Ears Collection〜（2025年、小鳥遊結[348]）

#### ASMR
- あやかしいやし　座敷わらし編〜いっしょに暮していいですか？〜（2020年10月30日、座敷童[349]）
- 甘音ちゃんは絶対にあなたを甘やかしたい!（2020年10月30日、甘音[350]）

#### アプリ
- ごちうさアラーム 〜チマメ隊編〜（チマメ隊アラーム）（マヤ[351]）
- LINEスタンプ しゃべる ごちうさスタンプ チマメ隊編（マヤ）
- 徳井青空のオカルト探険倶楽部（33Tabアプリ[352]）
- - そらまる印！ウマ辛ごはん -（2019年8月2日 - 、cookpadLive[42]）
- 徳井青空オフィシャルファンクラブ ぐーもる荘（2020年4月1日 - 、[353]）

#### コラボレーション
- そらまる×2.5SPINNS（2016年[354]）
- ラウンドワン限定　そらまるのマーク ぬいぐるみパスケース（2017年）
- 徳井青空×SPINNSコラボアイテム（2018年 - 2019年[355][356]）
- 東方LostWordのMVプロジェクト、東方LostWord feat.徳井青空 × Alstroemeria Recordsにて楽曲「世界一位」を歌唱（2024年）[357]

## 書籍

### ファンブック
- そらまるのひきだし（2016年3月26日、辰巳出版 ISBN 978-4-7778-1678-1）[358]
- そらまるのひきだし 2だんめ（2018年2月2日、辰巳出版 ISBN 978-4-7778-2018-4）

### デジタルフォトブック
- 遊青空（2022年2月4日、週刊プレイボーイ）

### 雑誌連載
- 進め! そらまる!（2010年 - 2011年、角川書店）[8]
- オタポケ 4コマ漫画連載 魔法少女★自宅ちゃん（2011年 - 2013年、アキバジャーナル）[8]
- 月刊ブシロード 漫画連載 まけるな!!あくのぐんだん!（2013年 - 2018年、株式会社ブシロードメディア）[359]　単行本・全2巻

### Web連載
- アトリエぐーもる荘連載 魔法少女★自宅ちゃん（2014年12月3日 - 2015年5月27日、毎週水曜更新、全25話）[360]

### コラム連載
- そらまるSTRIKES!（2013年7月22日 - 2016年12月05日、月刊ヱヴァ）
- そらまるSTRIKES!（2017年 - 2018年、月刊ヱヴァウェブ）[361]
- そらまるアニメ論（2019年11月15日 - 、ふたまん+）[362]

### その他著書
- パンダの推しごと！（2018年12月7日、クラーケン ISBN 978-4-909313-05-8）

## ディスコグラフィ

### キャラクターソング
| 発売日   | タイトル                                                                                       | 歌 | 楽曲 | 備考                                                                                 |
| 2011年   | 2011年                                                                                         | 2011年 | 2011年 | 2011年                                                                               |
| -------- | ---------------------------------------------------------------------------------------------- | --- | --- | ------------------------------------------------------------------------------------ |
| 6月22日  | ダイヤモンドプリンセスの憂鬱                                                                   | BiBi | 「ダイヤモンドプリンセスの憂鬱」 「ラブノベルス」 | 『ラブライブ！』関連曲                                                               |
| 9月10日  | ふたりはトモダチ/ミルキィウェイであいましょう                                                  | シャーロック・シェリンフォード（三森すずこ）、譲崎ネロ（徳井青空） | 「ふたりはトモダチ」 | ゲーム『探偵オペラ ミルキィホームズ』関連曲                                          |
| 2012年   |                                                                                                | | |                                                                                      |
| 2月19日  | Memorial BOX I Solo Live! collection Solo Live! from μ's 矢澤にこ「スマイル・フォー・ユー♥」   | 矢澤にこ（徳井青空） | 「僕らのLIVE 君とのLIFE」 「友情ノーチェンジ」 「Snow halation」 「baby maybe 恋のボタン」 「ダイヤモンドプリンセスの憂鬱」 「ラブノベルス」 「夏色えがおで1,2,Jump!」 「Mermaid festa vol.1」 | 『ラブライブ！』関連曲                                                               |
| 5月23日  | 乙女式れんあい塾                                                                               | 矢澤にこ（徳井青空）、東條希（楠田亜衣奈） | 「乙女式れんあい塾」 | 『ラブライブ！』関連曲                                                               |
| 5月23日  | 乙女式れんあい塾                                                                               | 矢澤にこ（徳井青空） | 「まほうつかいはじめました！」 | 『ラブライブ！』関連曲                                                               |
| 5月25日  | 『探偵オペラ ミルキィホームズ 第2幕』ブルーレイ & DVD 第3巻 初回生産分特典CD                   | 譲崎ネロ（徳井青空） | 「ナゾ！ ナゾ？ Happiness!!」 | テレビアニメ『探偵オペラ ミルキィホームズ 第2幕』関連曲                              |
| 8月29日  | FMファミソン16BIT -ANIME STAGE-                                                                | 伊藤ライア（徳井青空） | 「ゆずれない願い（FMファミソン16BIT）」 |                                                                                      |
| 10月17日 | ラブライ部 ラジオ課外活動 にこりんぱな テーマソングDJCD                                        | にこりんぱな | 「Listen to my heart!!」 | Webラジオ『ラブライ部 ラジオ課外活動 〜にこりんぱな〜』オープニングテーマ            |
| 10月17日 | ラブライ部 ラジオ課外活動 にこりんぱな テーマソングDJCD                                        | にこりんぱな | 「after school NAVIGATORS」 | Webラジオ『ラブライ部 ラジオ課外活動 〜にこりんぱな〜』エンディングテーマ            |
| 11月7日  | ちとせげっちゅ!!                                                                               | ちとせ（仲谷明香）、みさき（徳井青空）、雛子（MAKO） | 「ちとせげっちゅ!!の歌」 | テレビアニメ『ちとせげっちゅ!!』エンディングテーマ                                   |
| 11月7日  | ちとせげっちゅ!!                                                                               | みさき（徳井青空）、雛子（MAKO） | 「トキメキABC」 | テレビアニメ『ちとせげっちゅ!!』関連曲                                               |
| 2013年   |                                                                                                | | |                                                                                      |
| 1月24日  | PS3専用ソフト『神様と運命革命のパラドクス』初回限定版同梱特典「サウンドCD 〜天界の調べ〜」     | 早乙女リリエル［矢澤にこ（徳井青空）］、竜崎クロウエル［高坂穂乃果（新田恵海）］、白鳥ラナエル［絢瀬絵里（南條愛乃）］、綾小路シェリエル［東條希（楠田亜衣奈）］、東條ネルエル［小泉花陽（久保ユリカ）］ | 「革命ですね？ 神様！」 | ゲーム『神様と運命革命のパラドクス』関連曲                                           |
| 4月24日  | 天使たちの福音〜feat.μ's〈ラブライブ！〉                                                       | 早乙女リリエル［矢澤にこ（徳井青空）］ | 「羽は知ってしまったの？」 | ゲーム『神様と運命革命のパラドクス』関連曲                                           |
| 7月17日  | 今よ！ファンタジスタドール                                                                     | 鵜野うずめ（大橋彩香）、ささら（津田美波）、カティア（徳井青空）、しめじ（赤﨑千夏）、マドレーヌ（大原さやか）、小明（長谷川明子） | 「今よ！ファンタジスタドール」 | テレビアニメ『ファンタジスタドール』オープニングテーマ                               |
| 7月17日  | DAY by DAY                                                                                     | 鵜野うずめ（大橋彩香）、ささら（津田美波）、カティア（徳井青空）、しめじ（赤﨑千夏）、マドレーヌ（大原さやか）、小明（長谷川明子） | 「DAY by DAY」 | テレビアニメ『ファンタジスタドール』エンディングテーマ                               |
| 7月17日  | DAY by DAY                                                                                     | ささら（津田美波）、カティア（徳井青空）、しめじ（赤﨑千夏）、マドレーヌ（大原さやか）、小明（長谷川明子） | 「いつもみんな一緒」 | テレビアニメ『ファンタジスタドール』関連曲                                           |
| 7月24日  | Cutie Panther                                                                                  | BiBi | 「Cutie Panther」 「夏、終わらないで。」 | 『ラブライブ！』関連曲                                                               |
| 7月26日  | ラブライブ！ Blu-ray第5巻特典「μ's オリジナルソングCD (5)」                                    | 矢澤にこ（徳井青空） | 「にこぷり♡女子道」 | 『ラブライブ！』関連曲                                                               |
| 9月18日  | ファンタジスタドール Character Song !! vol.1（鵜野うずめ、羽月まない、戸取かがみ）             | 鵜野うずめ（大橋彩香）、ささら（津田美波）、カティア（徳井青空）、しめじ（赤﨑千夏）、マドレーヌ（大原さやか）、小明（長谷川明子） | 「今よ！ファンタジスタドール（DJ YO-C Remix）」 「今よ！ファンタジスタドール（Mijk van Dijk Remix）」 | テレビアニメ『ファンタジスタドール』関連曲                                           |
| 9月18日  | ファンタジスタドール Character Song !! vol.2（ささら、小明）                                   | ささら（津田美波）、カティア（徳井青空）、しめじ（赤﨑千夏）、マドレーヌ（大原さやか）、小明（長谷川明子） | 「いつもみんな一緒（ニルギリス Remix）」 | テレビアニメ『ファンタジスタドール』関連曲                                           |
| 10月16日 | ファンタジスタドール Character Song !! vol.3（しめじ、マドレーヌ）                             | 鵜野うずめ（大橋彩香）、ささら（津田美波）、カティア（徳井青空）、しめじ（赤﨑千夏）、マドレーヌ（大原さやか）、小明（長谷川明子） | 「DAY by DAY（LCA Remix）」 | テレビアニメ『ファンタジスタドール』関連曲                                           |
| 10月23日 | Blu-ray&DVD「幻影ヲ駆ケル太陽」第2巻キャラクターイメージソングCD                               | 月詠るな（徳井青空） | 「やさしい祈り〜Guarendo della Luna」 | テレビアニメ『幻影ヲ駆ケル太陽』関連曲                                               |
| 11月20日 | ファンタジスタドール Character Song !! vol.4（カティア、鵜野みこ）                             | カティア（徳井青空）、鵜野みこ（山岡ゆり） | 「強い絆」 | テレビアニメ『ファンタジスタドール』関連曲                                           |
| 11月20日 | ファンタジスタドール Character Song !! vol.4（カティア、鵜野みこ）                             | カティア（徳井青空） | 「サバやだ！ チョコプリーズっ！」 | テレビアニメ『ファンタジスタドール』関連曲                                           |
| 11月22日 | ファンタジスタドール vol.3 Blu-ray&DVD 特典CD                                                  | カティア（徳井青空） | 「今よ！ファンタジスタドール」 | テレビアニメ『ファンタジスタドール』関連曲                                           |
| 12月18日 | HiBiKi Radio Station×EARLY WING presents HiE@r Time DVD vol.3 Audio CD                         | hytrax with ○○Cafe | 「ようこそ！ ○○Cafeへ♪♪」 | Webラジオ『まなびぃ♥そらじぃの○○Cafe』テーマソング                                   |
| 12月18日 | ファンタジスタドール オリジナル・サウンドトラック                                              | 鵜野うずめ（大橋彩香）、ささら（津田美波）、カティア（徳井青空）、しめじ（赤﨑千夏）、マドレーヌ（大原さやか）、小明（長谷川明子） | 「DAY by DAY（HARDFLOOR Remix）」 | テレビアニメ『ファンタジスタドール』関連曲                                           |
| 2014年   |                                                                                                | | |                                                                                      |
| 2月19日  | Buddy Buddy Fight!                                                                             | 奈々菜パル子（徳井青空） | 「Buddy Buddy Fight!」 | テレビアニメ『フューチャーカード バディファイト』エンディングテーマ                  |
| 2月19日  | Buddy Buddy Fight!                                                                             | 奈々菜パル子（徳井青空） | 「アンドロメダからSCOOP!!」 | テレビアニメ『フューチャーカード バディファイト』関連曲                              |
| 4月2日   | 9825;えがお」                                                                                  | 矢澤にこ（徳井青空） | 「もぎゅっと“love”で接近中！」 「愛してるばんざーい！」 「乙女式れんあい塾」 「Wonderful Rush」 「Oh, Love & Peace!」 「Listen to my heart!!」 「after school NAVIGATORS」 「僕らは今のなかで」 「WILD STARS」 「きっと青春が聞こえる」 「輝夜の城で踊りたい」 「これからのSomeday」 「Wonder zone」 「No brand girls」 「START:DASH!!」 | 『ラブライブ！』関連曲                                                               |
| 5月23日  | 冒険☆ミルキィロード!!【ネロ盤】                                                                | 譲崎ネロ（徳井青空） | 「冒険☆ミルキィロード!!」 「スイートスイートホームタウン」 「熱風海陸ブシロード 〜熱き咆哮〜（Hyper Euro version）」 | 『探偵オペラ ミルキィホームズ』関連曲                                                |
| 5月28日  | ぽっぴんジャンプ♪                                                                              | チマメ隊 | 「ぽっぴんジャンプ♪」 | テレビアニメ『ご注文はうさぎですか？』エンディングテーマ                             |
| 5月28日  | ぽっぴんジャンプ♪                                                                              | マヤ（徳井青空） | 「ぽっぴんジャンプ♪」 | テレビアニメ『ご注文はうさぎですか？』関連曲                                         |
| 6月18日  | ギガントシューターだっちゅーの！/キミが一番つたえたいもの                                      | Gigant Girls | 「キミが一番つたえたいもの」 | テレビアニメ『超爆裂異次元メンコバトル ギガントシューター つかさ』エンディングテーマ |
| 7月25日  | ラブライブ！ 第2期 Blu-ray第2巻特典「μ's オリジナルソングCD (2)」                              | 西木野真姫（Pile）、矢澤にこ（徳井青空） | 「ずるいよMagnetic today」 | テレビアニメ『ラブライブ！』関連曲                                                   |
| 8月20日  | 夏色Fighting!!                                                                                 | 奈々菜パル子（徳井青空） | 「夏色Fighting!!」 | テレビアニメ『フューチャーカード バディファイト』エンディングテーマ                  |
| 8月20日  | 夏色Fighting!!                                                                                 | 奈々菜パル子（徳井青空） | 「ミライ☆チャレンジ」 | テレビアニメ『フューチャーカード バディファイト』関連曲                              |
| 8月27日  | ご注文はうさぎですか？ キャラクターソングアルバム                                              | チマメ隊 | 「きらきらエブリディ」 | テレビアニメ『ご注文はうさぎですか？』関連曲                                         |
| 12月24日 | 冬がくれた予感                                                                                 | BiBi | 「冬がくれた予感」 「Trouble Busters」 | 『ラブライブ！』関連曲                                                               |
| 12月25日 | ラブライブ！ 第2期Blu-rayアニメイト全巻購入特典「Silent tonight」                              | BiBi | 「Silent tonight」 | 『ラブライブ！』関連曲                                                               |
| 2015年   |                                                                                                | | |                                                                                      |
| 4月8日   | 銃皇無尽のファフニール キャラクター・ソング・アルバム -“D”の少女たち-                          | アリエラ・ルー（徳井青空） | 「Ray of bullet」 | テレビアニメ『銃皇無尽のファフニール』関連曲                                         |
| 4月29日  | 銃皇無尽のファフニール キャラクター・ソング・アルバム -麗しのミッドガル-                       | アリエラ・ルー（徳井青空） | 「Aigis」 | テレビアニメ『銃皇無尽のファフニール』関連曲                                         |
| 4月29日  | 銃皇無尽のファフニール キャラクター・ソング・アルバム -麗しのミッドガル-                       | イリス・フレイア（日高里菜）、物部深月（沼倉愛美）、リーザ・ハイウォーカー（金元寿子）、アリエラ・ルー（徳井青空）、レン・ミヤザワ（内村史子）、ティア・ライトニング（佐倉綾音） | 「Ray of bullet」 | テレビアニメ『銃皇無尽のファフニール』関連曲                                         |
| 5月20日  | 探偵歌劇 ミルキィホームズ TD 第3巻特典CD「ミルキィ A GO GO」（ネロ盤）                         | 譲崎ネロ（徳井青空） | 「ミルキィ A GO GO」 | テレビアニメ『探偵歌劇 ミルキィホームズ TD』関連曲                                   |
| 5月23日  | ラブライブ!The School Idol Movie特典付前売券第3弾 ユニットシングルBiBi 最低で最高のParadiso    | BiBi | 「最低で最高のParadiso」 | 『ラブライブ！』関連曲                                                               |
| 7月15日  | ぴょん'sぷりんぷるん                                                                           | チマメ隊 | 「ぴょん'ｓぷりんぷるん」 | テレビアニメ『ご注文はうさぎですか？』関連曲                                         |
| 7月15日  | ぴょん'sぷりんぷるん                                                                           | マヤ（徳井青空） | 「ナマイキTiny Heart」 | テレビアニメ『ご注文はうさぎですか？』関連曲                                         |
| 8月26日  | だんちがい Song Collection Vol.1                                                               | 仲野羽月（徳井青空） | 「Gentle Mischief」 | テレビアニメ『だんちがい』エンディングテーマ                                         |
| 8月26日  | だんちがい Song Collection Vol.2                                                               | 仲野羽月（徳井青空） | 「いたずらサンバ」 | テレビアニメ『だんちがい』関連曲                                                     |
| 11月11日 | ときめきポポロン♪                                                                              | チマメ隊 | 「ときめきポポロン♪」 | テレビアニメ『ご注文はうさぎですか??』エンディングテーマ                             |
| 11月11日 | ときめきポポロン♪                                                                              | チマメ隊 | 「ときめきLOOPにのって」 | テレビアニメ『ご注文はうさぎですか??』関連曲                                         |
| 11月11日 | ときめきポポロン♪                                                                              | マヤ（徳井青空） | 「ときめきポポロン♪」 | テレビアニメ『ご注文はうさぎですか??』関連曲                                         |
| 12月30日 | 魔法少女オーバーエイジ GENERATION TRIAD                                                        | 黒田はがね（徳井青空） | 「heart of blade」 | ライトノベル『魔法少女オーバーエイジ』関連曲                                         |
| 2016年   |                                                                                                | | |                                                                                      |
| 1月20日  | 錯覚CROSSROADS                                                                                 | BiBi | 「錯覚CROSSROADS」 「PSYCHIC FIRE」 | 『ラブライブ！』関連曲                                                               |
| 5月2日   | ご注文はうさぎですか?? BD・DVD第5巻特典CD                                                      | チマメ隊 | 「お手伝いのラララン添えはいかがですか？」 | テレビアニメ『ご注文はうさぎですか??』関連曲                                         |
| 6月3日   | ご注文はうさぎですか?? BD・DVD第6巻特典CD                                                      | ココア（佐倉綾音）、チノ（水瀬いのり）、リゼ（種田梨沙）、千夜（佐藤聡美）、シャロ（内田真礼）、マヤ（徳井青空）、メグ（村川梨衣） | 「本日は誠にラリルレイン」 | テレビアニメ『ご注文はうさぎですか??』関連曲                                         |
| 6月8日   | TVアニメ「ラクエンロジック」キャラソンアルバム「SONGS & MELODY」                               | クロエ・マクスウェル（徳井青空）、ヴァルキリー（小見川千明） | 「SWORD FOR DEFEND!」 | テレビアニメ『ラクエンロジック』関連曲                                               |
| 6月22日  | カサブタ/想いのかけら/ドリームクライマー アニメ盤                                              | みらい（原奈津子）、彩日花（徳井青空）、響子（佐々木李子） | 「おまかせクレーンゲール」 | テレビアニメ『美少女遊戯ユニット クレーンゲール』エンディングテーマ                  |
| 8月27日  | ご注文はうさぎですか?? キャラクターソングシリーズ03 マヤ                                       | マヤ（徳井青空） | 「わくわくDIARY」 「Everyday Level Up!!」 「WELCOME【う・さ！】」 | テレビアニメ『ご注文はうさぎですか??』関連曲                                         |
| 10月26日 | ご注文はうさぎですか?? キャラクターソングシリーズ 全巻購入特典CD                               | ココア（佐倉綾音）、チノ（水瀬いのり）、リゼ（種田梨沙）、千夜（佐藤聡美）、シャロ（内田真礼）、マヤ（徳井青空）、メグ（村川梨衣）、青山ブルーマウンテン（早見沙織）、モカ（茅野愛衣） | 「WELCOME【う・さ！】」 | テレビアニメ『ご注文はうさぎですか??』関連曲                                         |
| 11月16日 | 絶対的晴天青空                                                                                 | 宇宙防衛隊 | 「Galaxy Party 〜宇宙の真ん中でパーティーしよう！」 | テレビアニメ『美少女遊戯ユニット クレーンゲールGalaxy』オープニングテーマ            |
| 11月25日 | chimame march                                                                                  | チマメ隊 | 「てくてくマーチングマーチ」 「CANDY COLOR DAYS」 「ココロそばにいるよ」 「Daydream café」 | テレビアニメ『ご注文はうさぎですか??』関連曲                                         |
| 11月25日 | chimame march                                                                                  | チノ（水瀬いのり）、マヤ（徳井青空） | 「Sunshine Days」 | テレビアニメ『ご注文はうさぎですか??』関連曲                                         |
| 11月25日 | chimame march                                                                                  | マヤ（徳井青空）、メグ（村川梨衣） | 「リトル*トレジャー*ハント」 | テレビアニメ『ご注文はうさぎですか??』関連曲                                         |
| 11月25日 | chimame march                                                                                  | マヤ（徳井青空） | 「プレゼントレジャー♡」 | テレビアニメ『ご注文はうさぎですか??』関連曲                                         |
| 12月29日 | 怪獣娘 〜ウルトラ怪獣擬人化計画〜 怪獣娘キャラクターソング「P! P! P! PIGUMON」                 | ピグモン（徳井青空） | 「P! P! P! PIGUMON」 | テレビアニメ『怪獣娘 〜ウルトラ怪獣擬人化計画〜』関連曲                              |
| 2017年   |                                                                                                | | |                                                                                      |
| 4月5日   | ゲーム『ウマ娘 プリティーダービー』STARTING GATE 05                                            | メジロマックイーン（大西沙織）、エルコンドルパサー（高橋未奈美）、テイエムオペラオー（徳井青空） | 「世界は僕らの言いなりさ」 「うまぴょい伝説」 | ゲーム『ウマ娘 プリティーダービー』関連曲                                            |
| 4月5日   | ゲーム『ウマ娘 プリティーダービー』STARTING GATE 05                                            | テイエムオペラオー（徳井青空） | 「帝笑歌劇〜讃えよ永久に〜」 | ゲーム『ウマ娘 プリティーダービー』関連曲                                            |
| 4月26日  | Brave Soul Fight!                                                                              | 奈々菜パル子（徳井青空）、もりしー［大盛爆（森嶋秀太）］ | 「Brave Soul Fight!」 | テレビアニメ『フューチャーカード バディファイトX』オープニングテーマ                 |
| 4月26日  | TVアニメ「BanG Dream!」オリジナル・サウンドトラック                                            | Glitter*Green | 「Don’t be afraid!」 「Glee! Glee! Glee!」 | テレビアニメ『BanG Dream!』挿入歌                                                    |
| 10月25日 | 「ご注文はうさぎですか?? 〜Dear My Sister〜」 キャラクターソング1                              | チマメ隊 | 「♡♡ケーキをもうひとつ？」 | OVA『ご注文はうさぎですか?? 〜Dear My Sister〜』関連曲                               |
| 10月25日 | 「ご注文はうさぎですか?? 〜Dear My Sister〜」 キャラクターソング1                              | 千マメ隊 | 「FANCY SWEET TIME」 | OVA『ご注文はうさぎですか?? 〜Dear My Sister〜』関連曲                               |
| 11月11日 | セカイがカフェになっちゃった！                                                                 | Petit Rabbit's with beans | 「セカイがカフェになっちゃった！」 | OVA『ご注文はうさぎですか?? 〜Dear My Sister〜』主題歌                               |
| 12月6日  | ご注文はうさぎですか?? 〜Dear My Sister〜 デュエットソングアルバム                             | リゼ（種田梨沙）、マヤ（徳井青空） | 「Sing a Song!!!!!」 | OVA『ご注文はうさぎですか?? 〜Dear My Sister〜』関連曲                               |
| 2018年   |                                                                                                | | |                                                                                      |
| 3月28日  | ラブライブ！ Solo Live! III from μ's 矢澤にこ                                                  | 矢澤にこ（徳井青空） | 「Music S.T.A.R.T!!」 「LOVELESS WORLD」 「タカラモノズ」 「Paradise Live」 「それは僕たちの奇跡」 「だってだって噫無情」 「どんなときもずっと」 「COLORFUL VOICE」 「ユメノトビラ」 「SENTIMENTAL StepS」 「Love wing bell」 「Dancing stars on me!」 「KiRa-KiRa Sensation!」 「Happy maker!」 「Shangri-La Shower」 「るてしキスキしてる」 「ミはμ'sicのミ」 「Super LOVE=Super LIVE!」 「Angelic Angel」 「SUNNY DAY SONG」 「僕たちはひとつの光」 「？←HEARTBEAT」 「HEART to HEART!」 「嵐のなかの恋だから」 「MOMENT RING」 「さようならへさよなら！」 「Cutie Panther」 「夏、終わらないで。」 「冬がくれた予感」 「Trouble Busters」 「錯覚CROSSROADS」 「PSYCHIC FIRE」 | 『ラブライブ！』関連曲                                                               |
| 4月25日  | ブレンド・S BD・DVD 第5巻特典CD                                                                | 神崎ひでり（徳井青空） | 「明日も世界の真ん中で♡」 「ぼなぺてぃーと♡S」 | テレビアニメ『ブレンド・S』関連曲                                                    |
| 5月30日  | ブレンド・S BD・DVD第6巻特典CD                                                                 | 桜ノ宮苺香（和氣あず未）、日向夏帆（鬼頭明里）、星川麻冬（春野杏）、天野美雨（種﨑敦美）、神崎ひでり（徳井青空） | 「ぼなぺてぃーと♡S -Hall staff ver.-」 | テレビアニメ『ブレンド・S』関連曲                                                    |
| 5月30日  | ブレンド・S BD・DVD第6巻特典CD                                                                 | 桜ノ宮苺香（和氣あず未）、日向夏帆（鬼頭明里）、星川麻冬（春野杏）、天野美雨（種﨑敦美）、神崎ひでり（徳井青空）、ディーノ（前野智昭）、秋月紅葉（鈴木達央）、オーナー（鈴木達央） | 「ぼなぺてぃーと♡S -All staff ver.-」 | テレビアニメ『ブレンド・S』オープニングテーマ                                        |
| 5月30日  | ご注文はうさぎですか?? 〜Dear My Sister〜 BD・DVD特典キャラクターソングCD                      | チマメ隊 | 「セカイがカフェになっちゃった！」 | OVA『ご注文はうさぎですか?? 〜Dear My Sister〜』関連曲                               |
| 5月30日  | ご注文はうさぎですか?? 〜Dear My Sister〜 BD・DVD特典キャラクターソングCD                      | マヤ（徳井青空） | 「セカイがカフェになっちゃった！」 | OVA『ご注文はうさぎですか?? 〜Dear My Sister〜』関連曲                               |
| 5月30日  | スカイメイカー -diva. Miucat-                                                                  | ミウキャット（徳井青空） | 「スカイメイカー -diva. Miucat-」 | 『アルマギア-Project-』関連曲                                                        |
| 5月30日  | スカイメイカー -diva. Miucat-                                                                  | ミウキャット（徳井青空） | 「アルマギア -diva. Miucat-」 | 『アルマギア-Project-』関連曲                                                        |
| 5月30日  | スカイメイカー -diva. Miucat-                                                                  | ミウキャット（徳井青空）、フェスタ（久保ユリカ） | 「スカイメイカー -diva. Miucat & Festa-」 | 『アルマギア-Project-』関連曲                                                        |
| 7月25日  | ウマ娘 プリティーダービー ANIMATION DERBY 03 Special Record!/Find My Only Way                  | スペシャルウィーク（和氣あず未）、サイレンススズカ（高野麻里佳）、トウカイテイオー（Machico）、ウオッカ（大橋彩香）、ダイワスカーレット（木村千咲）、ゴールドシップ（上田瞳）、メジロマックイーン（大西沙織）、エルコンドルパサー（高橋未奈美）、グラスワンダー（前田玲奈）、シンボリルドルフ（田所あずさ）、エアグルーヴ（青木瑠璃子）、ヒシアマゾン（巽悠衣子）、フジキセキ（松井恵理子）、マルゼンスキー（Lynn）、テイエムオペラオー（徳井青空）、ビワハヤヒデ（近藤唯）、ナリタブライアン（相坂優歌）、オグリキャップ（高柳知葉） | 「Special Record!」 | テレビアニメ『ウマ娘 プリティーダービー』挿入歌                                      |
| 7月25日  | ウマ娘 プリティーダービー ANIMATION DERBY 03 Special Record!/Find My Only Way                  | スペシャルウィーク（和氣あず未）、サイレンススズカ（高野麻里佳）、トウカイテイオー（Machico）、ウオッカ（大橋彩香）、ダイワスカーレット（木村千咲）、ゴールドシップ（上田瞳）、メジロマックイーン（大西沙織）、エルコンドルパサー（高橋未奈美）、グラスワンダー（前田玲奈）、セイウンスカイ（鬼頭明里）、キングヘイロー（佐伯伊織）、ハルウララ（首藤志奈）、シンボリルドルフ（田所あずさ）、タイキシャトル（大坪由佳）、エアグルーヴ（青木瑠璃子）、ヒシアマゾン（巽悠衣子）、フジキセキ（松井恵理子）、マルゼンスキー（Lynn）、テイエムオペラオー（徳井青空）、ビワハヤヒデ（近藤唯）、ナリタブライアン（相坂優歌）、オグリキャップ（高柳知葉）、スーパークリーク（優木かな）、タマモクロス（大空直美）、イナリワン（井上遥乃）、ウイニングチケット（渡部優衣）、メジロライアン（土師亜文）、メジロドーベル（久保田ひかり）、ナイスネイチャ（前田佳織里）、エイシンフラッシュ（藤野彩水）、マチカネフクキタル（新田ひより）、メイショウドトウ（和多田美咲） | 「うまぴょい伝説」 | テレビアニメ『ウマ娘 プリティーダービー』エンディングテーマ                          |
| 8月29日  | -                                                                                              | ヴァルキュリア | 「Revolution」 | ゲーム『青空アンダーガールズ!Re:vengerS』関連曲                                      |
| 8月29日  | -                                                                                              | 天道輝音（徳井青空） | 「AKATSUKI」 | ゲーム『青空アンダーガールズ!Re:vengerS』関連曲                                      |
| 10月10日 | ウマ娘 プリティーダービー ANIMATION DERBY 07                                                   | エルコンドルパサー（高橋未奈美）、オグリキャップ（高柳知葉）、グラスワンダー（前田玲奈）、テイエムオペラオー（徳井青空）、セイウンスカイ（鬼頭明里）、ハルウララ（首藤志奈）、タイキシャトル（大坪由佳） | 「Special Record!」 | テレビアニメ『ウマ娘 プリティーダービー』関連曲                                      |
| 10月10日 | ご注文はうさぎですか??キャラクターソロシリーズ05 マヤ                                          | マヤ（徳井青空） | 「ミッドナイト・パーティー」 「ぱりぷれいやー!!」 「わーいわーいトライ！」 | テレビアニメ『ご注文はうさぎですか??』関連曲                                         |
| 11月21日 | Don't be afraid!                                                                               | Glitter*Green | 「Don't be afraid!（新録）」 「Glee! Glee! Glee!（新録）」 | テレビアニメ『BanG Dream!』関連曲                                                    |
| 11月28日 | 光へ                                                                                           | アイアンフリル | 「ゼリーフィッシュ」 | テレビアニメ『ゾンビランドサガ』挿入歌                                               |
| 2019年   |                                                                                                | | |                                                                                      |
| 1月28日  | ミルキィホームズ×Glitter*Green ファイナルシングル発売記念スペシャルCD                          | Glitter*Green | 「雨上がりのミライ」 | テレビアニメ『BanG Dream!』関連曲                                                    |
| 2月12日  | 『ROBOTICS;NOTES DaSH』 オリジナル・サウンドトラック                                           | 瀬乃宮あき穂(南條愛乃)、大徳淳和(徳井青空) | 「Tu Ru Tu Ru Dance(Another Ver.)」 | ゲーム『ROBOTICS;NOTES DaSH』関連曲                                                  |
| 3月27日  | ミュージカルコネクト -diva. Miucat & Festa-                                                    | ミウキャット（徳井青空）、フェスタ（久保ユリカ） | 「ミュージカルコネクト -diva. Miucat & Festa-」 | 『アルマギア-Project-』関連曲                                                        |
| 3月27日  | ミュージカルコネクト -diva. Miucat & Festa-                                                    | ミウキャット（徳井青空） | 「シングアソング -diva. Miucat-」 | 『アルマギア-Project-』関連曲                                                        |
| 8月8日   | ご注文はうさぎですか??バースデイソングシリーズ05 マヤ                                          | マヤ（徳井青空） | 「ハピハピ♪バースデイソング」 「お祭り輪っしょい!!」 「夏休みページ」 | テレビアニメ『ご注文はうさぎですか??』関連曲                                         |
| 9月26日  | しんがーそんぐぱやぽやメロディー                                                               | Petit Rabbit's with beans | 「しんがーそんぐぱやぽやメロディー」 | OVA『ご注文はうさぎですか?? 〜Sing For You〜』イメージソング                         |
| 9月26日  | しんがーそんぐぱやぽやメロディー                                                               | マヤ（徳井青空） | 「しんがーそんぐぱやぽやメロディー」 | OVA『ご注文はうさぎですか?? 〜Sing For You〜』関連曲                                 |
| 9月26日  | しんがーそんぐぱやぽやメロディー                                                               | リゼ（種田梨沙）、マヤ（徳井青空）、メグ（村川梨衣） | 「ギミ×デミぱーりないっ♪」 | OVA『ご注文はうさぎですか?? 〜Sing For You〜』関連曲                                 |
| 9月26日  | ご注文はうさぎですか?? 〜Sing For You〜 BD・DVD特典 劇中歌ハイレゾ音源収録DVD-ROM              | チマメ隊 | 「しんがーそんぐぱやぽやメロディー」 | OVA『ご注文はうさぎですか?? 〜Sing For You〜』関連曲                                 |
| 9月26日  | ご注文はうさぎですか?? 〜Sing For You〜 BD・DVD特典 劇中歌ハイレゾ音源収録DVD-ROM              | チノ（水瀬いのり）、マヤ（徳井青空）、メグ（村川梨衣） | 「木もれび青春譜」 「木もれび青春譜 〜Sunlight through the trees〜」 | OVA『ご注文はうさぎですか?? 〜Sing For You〜』関連曲                                 |
| 9月26日  | ご注文はうさぎですか?? 〜Sing For You〜 BD・DVD特典 劇中歌ハイレゾ音源収録DVD-ROM              | チノ（水瀬いのり）、マヤ（徳井青空）、メグ（村川梨衣） | 「木もれび青春譜 〜劇中歌Ver.〜」 | OVA『ご注文はうさぎですか?? 〜Sing For You〜』挿入歌                                 |
| 10月25日 | ラブライブ!9th Anniversary Blu-ray BOX 特典CD                                                  | 矢澤にこ（徳井青空） | 「LONELIEST BABY」 「そして最後のページには」 「ずるいよMagnetic today」 「これから」 「silent tonight」 | 『ラブライブ！』関連曲                                                               |
| 10月30日 | スマイルスキル＝スキスキル！                                                                   | 赤き誓い | 「スマイルスキル＝スキスキル！」 | テレビアニメ『私、能力は平均値でって言ったよね！』オープニングテーマ                 |
| 10月30日 | スマイルスキル＝スキスキル！                                                                   | 赤き誓い | 「Crimson Vow」 | テレビアニメ『私、能力は平均値でって言ったよね！』関連曲                             |
| 11月13日 | キラッとプリ☆チャン♪ソングコレクション 〜リングマリィ・だいあ チャンネル〜                     | 黒川すず（徳井青空） | 「キューティ・ブレイキン」 | テレビアニメ『キラッとプリ☆チャン』挿入歌                                            |
| 11月13日 | キラッとプリ☆チャン♪ソングコレクション 〜リングマリィ・だいあ チャンネル〜                     | リングマリィ | 「インディビジュアル・ジュエル」 | テレビアニメ『キラッとプリ☆チャン』挿入歌                                            |
| 12月4日  | ご注文はうさぎですか??バースデイソングシリーズ 全巻購入特典CD                                  | ココア（佐倉綾音）、チノ（水瀬いのり）、リゼ（種田梨沙）、千夜（佐藤聡美）、シャロ（内田真礼）、マヤ（徳井青空）、メグ（村川梨衣）、青山ブルーマウンテン（早見沙織）、モカ（茅野愛衣） | 「ハピハピ♪バースデイソング」 | テレビアニメ『ご注文はうさぎですか??』関連曲                                         |
| 2020年   |                                                                                                | | |                                                                                      |
| 2月21日  | 学園壮観Zoo/オオカミブルース                                                                   | 大狼ランカ（木野日菜）、間様人（石谷春貴）、牝野瞳（宮本侑芽）、子守ユカリ（久野美咲）、獣生ミユビ（小原好美）、猫米クルミ（徳井青空） | 「学園壮観Zoo」 | テレビアニメ『群れなせ！シートン学園』オープニングテーマ                             |
| 4月22日  | ご注文はうさぎですか??Selection of April Fools' Day                                            | CHIMAME CHRONICLE | 「MIRACLE CHRONICLE♪」 | テレビアニメ『ご注文はうさぎですか??』関連曲                                         |
| 4月22日  | ご注文はうさぎですか??Selection of April Fools' Day                                            | Mistral | 「ショコらびゅサバイバル♪」 | テレビアニメ『ご注文はうさぎですか??』関連曲                                         |
| 5月19日  | MERMAID LIVE ハイドラ-30楽曲全集                                                               | イジ（徳井青空） | 「Let's Jump Starry Beach」 | 沖スロ『ハイドラ-30』関連曲                                                          |
| 5月19日  | MERMAID LIVE ハイドラ-30楽曲全集                                                               | イハナ（茅原実里）、カナサ（安野希世乃）、イジ（徳井青空）、アビヤ（若井友希）、グテ（Daisy×Daisy）、ノーガ（遠藤瑠香）、ザン（栗生みな）、カーギ（持田千妃来） | 「約束の詩」 | 沖スロ『ハイドラ-30』関連曲                                                          |
| 6月24日  | キラッとプリ☆チャン♪ミュージックコレクション Season.2                                          | オール☆ジュエルアイドルズ | 「ダイヤモンドスマイル」 | テレビアニメ『キラッとプリ☆チャン』挿入歌                                            |
| 7月3日   | Reバース GO!                                                                                   | twinkle♡way | 「鶏とナスの三ツ星シチュー」 | テレビアニメ『りばあす』関連曲                                                       |
| 9月19日  | Blend of Letters                                                                               | マヤ（徳井青空） | 「紙ヒコーキレター」 | テレビアニメ『ご注文はうさぎですか？』関連曲                                         |
| 10月28日 | なかよし！○！なかよし！                                                                        | チマメ隊 | 「なかよし！○！なかよし！」 | テレビアニメ『ご注文はうさぎですか？ BLOOM』エンディングテーマ                       |
| 10月28日 | なかよし！○！なかよし！                                                                        | チマメ隊 | 「ワオワオ動物園」 | テレビアニメ『ご注文はうさぎですか？ BLOOM』関連曲                                   |
| 10月28日 | なかよし！○！なかよし！                                                                        | マヤ（徳井青空） | 「なかよし！○！なかよし！」 | テレビアニメ『ご注文はうさぎですか？ BLOOM』関連曲                                   |
| 11月11日 | ご注文はうさぎですか？ リアレンジ&カバーアルバム                                               | ココア（佐倉綾音）、チノ（水瀬いのり）、リゼ（種田梨沙）、千夜（佐藤聡美）、シャロ（内田真礼）、マヤ（徳井青空）、メグ（村川梨衣） | 「本日は誠にラリルレイン（リアレンジ）」 | テレビアニメ『ご注文はうさぎですか？』関連曲                                         |
| 11月11日 | ご注文はうさぎですか？ リアレンジ&カバーアルバム                                               | チマメ隊 | 「きらきらエブリディ（リアレンジ）」 「お手伝いのラララン添えはいかがですか？（リアレンジ）」 「ぴょん'sぷりんぷるん（リアレンジ）」 | テレビアニメ『ご注文はうさぎですか？』関連曲                                         |
| 11月11日 | ご注文はうさぎですか？ リアレンジ&カバーアルバム                                               | 千マメ隊 | 「きらめきカフェタイム」 | テレビアニメ『ご注文はうさぎですか？』関連曲                                         |
| 11月11日 | ご注文はうさぎですか？ リアレンジ&カバーアルバム                                               | シャロ（内田真礼）、マヤ（徳井青空） | 「Rabbit Hole」 | テレビアニメ『ご注文はうさぎですか？』関連曲                                         |
| 12月2日  | キラッとプリ☆チャン♪ソングコレクション〜from OCEAN MERMAID〜                                   | リングマリィ | 「コトバ・ブーケ」 | テレビアニメ『キラッとプリ☆チャン』挿入歌                                            |
| 2021年   |                                                                                                | | |                                                                                      |
| 3月17日  | ウマ娘 プリティーダービー WINNING LIVE 01                                                      | グラスワンダー（前田玲奈）、メジロマックイーン（大西沙織）、テイエムオペラオー（徳井青空）、ライスシャワー（石見舞菜香）、スーパークリーク（優木かな）、ゼンノロブロイ（照井春佳） | 「NEXT FRONTIER」 | ゲーム『ウマ娘 プリティーダービー』関連曲                                            |
| 3月26日  | ご注文はうさぎですか？ BLOOM BD・DVD第4巻特典CD                                                | 千マメ隊 | 「魔女と使い魔のふしぎな館」 | テレビアニメ『ご注文はうさぎですか？ BLOOM』関連曲                                   |
| 3月31日  | ウマ娘 プリティーダービー Season 2 ANIMATION DERBY Season 2 vol.3「Original Sound Track」      | ミホノブルボン（長谷川育美）、セイウンスカイ（鬼頭明里）、アグネスタキオン（上坂すみれ）、テイエムオペラオー（徳井青空）、エアシャカール（津田美波）、ゴールドシップ（上田瞳）、ナリタタイシン（渡部恵子） | 「Enjoy and Join」 | OVA『ウマ娘 プリティーダービー』エンディングテーマ                                   |
| 5月19日  | 大河よ共に泣いてくれ/Nope!!!!!                                                                 | アイアンフリル | 「Nope!!!!!」 | テレビアニメ『ゾンビランドサガ リベンジ』挿入歌                                      |
| 5月22日  | プリンセスコネクト！Re:Dive PRICONNE CHARACTER SONG 21                                         | リマ（徳井青空） | 「恋キラリマジック☆彡」 | ゲーム『プリンセスコネクト！Re:Dive』挿入歌                                          |
| 6月16日  | うまよん ミニアルバム                                                                          | テイエムオペラオー（徳井青空）、フジキセキ（松井恵理子）、マルゼンスキー（Lynn）、スマートファルコン（大和田仁美） | 「嗚呼それが我が宿命」 | テレビアニメ『うまよん』挿入歌                                                       |
| 8月28日  | 3rd EVENT WINNING DREAM STAGE Solo Vocal Tracks Vol.1                                          | テイエムオペラオー（徳井青空） | 「NEXT FRONTIER（Game Size）」 | ゲーム『ウマ娘 プリティーダービー』関連曲                                            |
| 9月22日  | ウマ娘 プリティーダービー WINNING LIVE 02                                                      | ダイワスカーレット（木村千咲）、グラスワンダー（前田玲奈）、テイエムオペラオー（徳井青空）、ナリタブライアン（衣川里佳）、シンボリルドルフ（田所あずさ）、エアグルーヴ（青木瑠璃子）、ビワハヤヒデ（近藤唯）、マヤノトップガン（星谷美緒）、ミホノブルボン（長谷川育美）、ウイニングチケット（渡部優衣）、カワカミプリンセス（高橋花林）、スイープトウショウ（杉浦しおり）、ナリタタイシン（渡部恵子）、ニシノフラワー（河井晴菜）、メジロドーベル（久保田ひかり） | 「うまぴょい伝説」 | ゲーム『ウマ娘 プリティーダービー』関連曲                                            |
| 9月22日  | ウマ娘 プリティーダービー WINNING LIVE 02                                                      | ダイワスカーレット（木村千咲）、ミホノブルボン（長谷川育美）、マヤノトップガン（星谷美緒）、エアグルーヴ（青木瑠璃子）、シンボリルドルフ（田所あずさ）、ナリタブライアン（衣川里佳）、テイエムオペラオー（徳井青空）、グラスワンダー（前田玲奈） | 「Never Looking Back」 | ゲーム『ウマ娘 プリティーダービー』関連曲                                            |
| 11月11日 | ご注文はうさぎですか？ 10thAnniversary主題歌リアレンジ&ハイレゾベスト                          | チマメ隊 | 「ぽっぴんジャンプ♪〜Re arranged〜」 「ときめきポポロン♪〜Re arranged〜」 「なかよし！〇！なかよし！〜Re arranged〜」 | テレビアニメ『ご注文はうさぎですか？』関連曲                                         |
| 2022年   |                                                                                                | | |                                                                                      |
| 2月22日  | ウマ娘 プリティーダービー Solo Vocal Tracks Vol.3 -4th EVENT SPECIAL DREAMERS!!-               | テイエムオペラオー（徳井青空） | 「Never Looking Back（Game Size）」 | ゲーム『ウマ娘 プリティーダービー』関連曲                                            |
| 4月27日  | ウマ娘 プリティーダービー WINNING LIVE 05                                                      | スペシャルウィーク（和氣あず未）、サイレンススズカ（高野麻里佳）、トウカイテイオー（Machico）、オグリキャップ（高柳知葉）、ゴールドシップ（上田瞳）、メジロマックイーン（大西沙織）、テイエムオペラオー（徳井青空）、ナリタブライアン（衣川里佳）、シンボリルドルフ（田所あずさ）、タマモクロス（大空直美）、メジロライアン（土師亜文）、アドマイヤベガ（咲々木瞳）、サクラバクシンオー（三澤紗千香）、ミスターシービー（天海由梨奈）、メジロドーベル（久保田ひかり）、マチカネタンホイザ（遠野ひかる）、サトノダイヤモンド（立花日菜）、キタサンブラック（矢野妃菜喜）、サクラチヨノオー（野口瑠璃子）、メジロアルダン（会沢紗弥）、ヤエノムテキ（日原あゆみ）、ナリタトップロード（中村カンナ） | 「We are DREAMERS!!」 | ゲーム『ウマ娘 プリティーダービー』関連曲                                            |
| 4月27日  | ウマ娘 プリティーダービー WINNING LIVE 05                                                      | スペシャルウィーク（和氣あず未）、サイレンススズカ（高野麻里佳）、トウカイテイオー（Machico）、オグリキャップ（高柳知葉）、ゴールドシップ（上田瞳）、メジロマックイーン（大西沙織）、テイエムオペラオー（徳井青空）、ナリタブライアン（衣川里佳）、シンボリルドルフ（田所あずさ）、アグネスデジタル（鈴木みのり）、タマモクロス（大空直美）、マヤノトップガン（星谷美緒）、メジロライアン（土師亜文）、アドマイヤベガ（咲々木瞳）、サクラバクシンオー（三澤紗千香）、スマートファルコン（大和田仁美）、ニシノフラワー（河井晴菜）、ハルウララ（首藤志奈）、マーベラスサンデー（三宅麻理恵）、ミスターシービー（天海由梨奈）、メジロドーベル（久保田ひかり）、ナイスネイチャ（前田佳織里）、マチカネタンホイザ（遠野ひかる）、ツインターボ（花井美春）、サトノダイヤモンド（立花日菜）、キタサンブラック（矢野妃菜喜）、サクラチヨノオー（野口瑠璃子）、メジロアルダン（会沢紗弥）、ヤエノムテキ（日原あゆみ）、ナリタトップロード（中村カンナ） | 「うまぴょい伝説」 | ゲーム『ウマ娘 プリティーダービー』関連曲                                            |
| 10月4日  | ウマ娘 プリティーダービー Solo Vocal Tracks Vol.5 －4th EVENT SPECIAL DREAMERS!! EXTRA STAGE－ | テイエムオペラオー（徳井青空） | 「We are DREAMERS!!（Game Size）」 「笑顔の宝物 -Beyond The Future!-（Game Size）」 | ゲーム『ウマ娘 プリティーダービー』関連曲                                            |
| 11月23日 | わたしたちのクエスト                                                                           | ミレニアムサイエンススクール ゲーム開発部 | 「わたしたちのクエスト」 | Webアニメ『ブルーアーカイブ beautiful day dreamer』エンディングテーマ                |
| 12月28日 | ウマ娘 プリティーダービー WINNING LIVE 09                                                      | トウカイテイオー（Machico）、オグリキャップ（高柳知葉）、ウオッカ（大橋彩香）、タイキシャトル（大坪由佳）、エルコンドルパサー（髙橋ミナミ）、テイエムオペラオー（徳井青空）、ナリタブライアン（衣川里佳）、エアグルーヴ（青木瑠璃子）、タマモクロス（大空直美）、ビワハヤヒデ（近藤唯）、マヤノトップガン（星谷美緒）、ミホノブルボン（長谷川育美）、イナリワン（井上遥乃）、キタサンブラック（矢野妃菜喜） | 「Ms. VICTORIA」 | ゲーム『ウマ娘 プリティーダービー』関連曲                                            |
| 12月28日 | ウマ娘 プリティーダービー WINNING LIVE 09                                                      | トウカイテイオー（Machico）、オグリキャップ（高柳知葉）、ウオッカ（大橋彩香）、タイキシャトル（大坪由佳）、エルコンドルパサー（髙橋ミナミ）、テイエムオペラオー（徳井青空）、ナリタブライアン（衣川里佳）、エアグルーヴ（青木瑠璃子）、タマモクロス（大空直美）、ビワハヤヒデ（近藤唯）、マヤノトップガン（星谷美緒）、ミホノブルボン（長谷川育美）、イナリワン（井上遥乃）、スマートファルコン（大和田仁美）、キタサンブラック（矢野妃菜喜）、コパノリッキー（稲垣好）、ホッコータルマエ（菊池紗矢香）、ワンダーアキュート（須藤叶希） | 「うまぴょい伝説」 | ゲーム『ウマ娘 プリティーダービー』関連曲                                            |
| 2023年   |                                                                                                | | |                                                                                      |
| 3月29日  | アニメ『うまゆる』アルバム                                                                     | グラスワンダー（前田玲奈）、テイエムオペラオー（徳井青空）、ユキノビジン（山本希望）、ウイニングチケット（渡部優衣）、ナリタタイシン（渡部恵子） | 「うまゆるラップでプチョヘンザ」 | Webアニメ『うまゆる』劇中歌                                                          |
| 3月29日  | アニメ『うまゆる』アルバム                                                                     | グラスワンダー（前田玲奈）、テイエムオペラオー（徳井青空）、ユキノビジン（山本希望）、ウイニングチケット（渡部優衣）、ナリタタイシン（渡部恵子） | 「#ウマRAP」 | Webアニメ『うまゆる』エンディングテーマ                                              |
| 3月29日  | アニメ『うまゆる』アルバム                                                                     | スペシャルウィーク（和氣あず未）、サイレンススズカ（高野麻里佳）、トウカイテイオー（Machico）、マルゼンスキー（Lynn）、オグリキャップ（高柳知葉）、ゴールドシップ（上田瞳）、ウオッカ（大橋彩香）、ダイワスカーレット（木村千咲）、グラスワンダー（前田玲奈）、メジロマックイーン（大西沙織）、エルコンドルパサー（髙橋ミナミ）、テイエムオペラオー（徳井青空）、シンボリルドルフ（田所あずさ）、エアグルーヴ（青木瑠璃子）、アグネスデジタル（鈴木みのり）、セイウンスカイ（鬼頭明里）、ファインモーション（橋本ちなみ）、マヤノトップガン（星谷美緒）、ユキノビジン（山本希望）、アグネスタキオン（上坂すみれ）、イナリワン（井上遥乃）、ウイニングチケット（渡部優衣）、エアシャカール（津田美波）、トーセンジョーダン（鈴木絵理）、ナカヤマフェスタ（下地紫野）、ナリタタイシン（渡部恵子）、ハルウララ（首藤志奈）、マチカネフクキタル（新田ひより）、メイショウドトウ（和多田美咲）、キングヘイロー（佐伯伊織）、マチカネタンホイザ（遠野ひかる）、ダイタクヘリオス（山根綺）、ツインターボ（花井美春）、シリウスシンボリ（ファイルーズあい）、ツルマルツヨシ（青山吉能）、シンボリクリスエス（春川芽生）、タニノギムレット（松岡美里）、ハッピーミーク（吉咲みゆ） | 「うまぴょい伝説（Game Size）」 | Webアニメ『うまゆる』エンディングテーマ                                              |
| 3月29日  | ウマ娘 プリティーダービー WINNING LIVE 11                                                      | スペシャルウィーク（和氣あず未）、トウカイテイオー（Machico）、テイエムオペラオー（徳井青空）、ナリタブライアン（衣川里佳）、シンボリルドルフ（田所あずさ）、マヤノトップガン（星谷美緒）、マンハッタンカフェ（小倉唯）、アグネスタキオン（上坂すみれ）、アドマイヤベガ（咲々木瞳）、マーベラスサンデー（三宅麻理恵）、ミスターシービー（天海由梨奈）、ツインターボ（花井美春）、サトノダイヤモンド（立花日菜）、キタサンブラック（矢野妃菜喜）、サクラローレル（真野美月）、ナリタトップロード（中村カンナ）、シンボリクリスエス（春川芽生）、タニノギムレット（松岡美里）、メジロラモーヌ（東山奈央）、サトノクラウン（鈴代紗弓）、シュヴァルグラン（夏吉ゆうこ）、ジャングルポケット（藤本侑里） 、カツラギエース（藤原夏海） | 「DRAMATIC JOURNEY」 | ゲーム『ウマ娘 プリティーダービー』関連曲                                            |
| 3月29日  | ウマ娘 プリティーダービー WINNING LIVE 11                                                      | スペシャルウィーク（和氣あず未）、トウカイテイオー（Machico）、ウオッカ（大橋彩香）、テイエムオペラオー（徳井青空）、ナリタブライアン（衣川里佳）、シンボリルドルフ（田所あずさ）、マヤノトップガン（星谷美緒）、マンハッタンカフェ（小倉唯）、アグネスタキオン（上坂すみれ）、アドマイヤベガ（咲々木瞳）、マーベラスサンデー （三宅麻理恵）、ミスターシービー（天海由梨奈）、ツインターボ（花井美春）、サトノダイヤモンド（立花日菜）、キタサンブラック（矢野妃菜喜）、ツルマルツヨシ（青山吉能）、サクラローレル（真野美月）、ナリタトップロード（中村カンナ）、シンボリクリスエス（春川芽生）、タニノギムレット（松岡美里）、メジロラモーヌ（東山奈央）、サトノクラウン（鈴代紗弓）、シュヴァルグラン（夏吉ゆうこ）、ジャングルポケット（藤本侑里）、カツラギエース（藤原夏海） | 「うまぴょい伝説」 | ゲーム『ウマ娘 プリティーダービー』関連曲                                            |
| 5月10日  | アニメ『ウマ娘 プリティーダービー ROAD TO THE TOP』アルバム                                    | ナリタトップロード（中村カンナ）、アドマイヤベガ（咲々木瞳）、テイエムオペラオー（徳井青空） | 「Glorious Moment!」 | Webアニメ『ウマ娘 プリティーダービー ROAD TO THE TOP』オープニングテーマ             |
| 5月10日  | アニメ『ウマ娘 プリティーダービー ROAD TO THE TOP』アルバム                                    | テイエムオペラオー（徳井青空） | 「Forever gold」 | Webアニメ『ウマ娘 プリティーダービー ROAD TO THE TOP』関連曲                         |
| 5月10日  | アニメ『ウマ娘 プリティーダービー ROAD TO THE TOP』アルバム                                    | ナリタトップロード（中村カンナ）、アドマイヤベガ（咲々木瞳）、テイエムオペラオー（徳井青空） | 「イチバン星が駆ける空」 | Webアニメ『ウマ娘 プリティーダービー ROAD TO THE TOP』挿入歌                         |
| 5月10日  | アニメ『ウマ娘 プリティーダービー ROAD TO THE TOP』アルバム                                    | ナリタトップロード（中村カンナ）、アドマイヤベガ（咲々木瞳）、テイエムオペラオー（徳井青空）、メイショウドトウ（和多田美咲）、カレンチャン（篠原侑）、ハルウララ（首藤志奈）、ライスシャワー（石見舞菜香）、オグリキャップ（高柳知葉） | 「うまぴょい伝説（Anime Size）」 | Webアニメ『ウマ娘 プリティーダービー ROAD TO THE TOP』エンディングテーマ             |
| 2024年   |                                                                                                | | |                                                                                      |
| 5月24日  | 劇場版『ウマ娘 プリティーダービー 新時代の扉』オリジナル・サウンドトラック                     | ジャングルポケット（藤本侑里）、アグネスタキオン（上坂すみれ）、マンハッタンカフェ（小倉唯）、ダンツフレーム（福嶋晴菜）、フジキセキ （松井恵理子）、テイエムオペラオー（徳井青空）、ナリタトップロード（中村カンナ）、メイショウドトウ（和多田美咲）、アドマイヤベガ（咲々木瞳）、オグリキャップ（高柳知葉）、ダイワスカーレット（木村千咲）、アグネスデジタル（鈴木みのり）、ユキノビジン（山本希望）、ライスシャワー（石見舞菜香）、エアシャカール（津田美波）、カレンチャン（篠原侑）、ゴールドシチー（香坂さき）、トーセンジョーダン（鈴木絵理）、ハルウララ（首藤志奈）、キングヘイロー（佐伯伊織）、ヒシミラクル（春日さくら） | 「うまぴょい伝説」 | 劇場アニメ『ウマ娘 プリティーダービー 新時代の扉』エンディングテーマ                 |
| 12月25日 | TVアニメ『ひみつのアイプリ』キャラクターソングミニアルバム VERSE IN SONG 02                    | アイスマイリン | 「ネバギバラバー」 | テレビアニメ『ひみつのアイプリ』挿入歌                                               |
| 12月25日 | TVアニメ『ひみつのアイプリ』キャラクターソングミニアルバム VERSE IN SONG 02                    | カルテットスター | 「Perfect☆STARs」 | テレビアニメ『ひみつのアイプリ』挿入歌                                               |
| 2025年   |                                                                                                | | |                                                                                      |
| 3月26日  | TVアニメ『ひみつのアイプリ』キャラクターソングミニアルバム VERSE IN SONG 03                    | ダークカルテットスター | 「ニュースタージョーカー」 | テレビアニメ『ひみつのアイプリ』挿入歌                                               |

## イベント
- 日清食品 POWER STATION [REBOOT] vol.ZERO 〜チケット発売直前スペシャル〜（2020年11月8日 日清食品 POWER STATION [REBOOT] 司会進行）[364]

### みらくる青空ナイト
| 開催日   | #      | サブタイトル                                                                                             | 開催場所 | ゲスト                                                                                   |
| 2011年   | 2011年 | 2011年                                                                                                   | 2011年 | 2011年                                                                                   |
| -------- | ------ | --- | --- | ---------------------------------------------------------------------------------------- |
| 1月22日  | Vol.1  | 青空、襲来                                                                                               | 新宿ロフトプラスワン | 水野愛日、新田恵海、宮脇真菜、三森すずこ                                                 |
| 4月17日  | Vol.2  | 見知らぬ、銘柄                                                                                           | 新宿ロフトプラスワン | 中本順久、有野いく、久保ユリカ                                                           |
| 11月22日 | Vol.3  | 鳴らない、携帯                                                                                           | 新宿ロフトプラスワン | 井ノ上奈々、志倉千代丸、木谷高明                                                         |
| 2012年   |        | | |                                                                                          |
| 3月17日  | Vol.4  | 祝、卒業した後                                                                                           | 新宿ロフトプラスワン | 佐々木未来、大坪由佳                                                                     |
| 12月2日  | Vol.5  | ソラ、Qの向こうに                                                                                        | 文化放送メディアプラスホール | 飯田里穂、久保ユリカ、森嶋秀太                                                           |
| 2013年   |        | | |                                                                                          |
| 10月12日 | Vol.6  | 決戦、第3新南房総市                                                                                      | 千葉県某所 |                                                                                          |
| 2014年   |        | | |                                                                                          |
| 10月11日 | Vol.7  | 「僕の造りしもの」序（1回目）                                                                            | 科学技術館サイエンスホール | 新田恵海                                                                                 |
| 10月11日 | Vol.7  | 「僕の造りしもの」破（2回目）                                                                            | 科学技術館サイエンスホール | 久保田未夢                                                                               |
| 10月11日 | Vol.7  | 「僕の造りしもの」Q（3回目）                                                                             | 科学技術館サイエンスホール | 水瀬いのり                                                                               |
| 2015年   |        | | |                                                                                          |
| 12月4日  | Vol.8  | UFO、遭遇                                                                                                | ＜お渡し会＞ 12月19日 AKIBAHARAゲーマーズ本店（全4回） 2016年1月9日 ゲーマーズ仙台店（全2回） 1月10日 ゲーマーズ札幌店（全2回） 1月11日 ゲーマーズ横浜店（全2回） 1月23日 ゲーマーズなんば店（全2回） 1月24日 代々木アニメーション学院福岡校（全2回） 2月7日 ゲーマーズなんば店（3回目） 2月13日 ゲーマーズ新宿店、ゲーマーズ津田沼店 2月14日 AKIBAHARAゲーマーズ本店（5回目） ＜イベント＞ 2016年1月17日 カガクギジュツサイエンスホール（全3回） | （DVD）                                                                                  |
| 2016年   |        | | |                                                                                          |
| 10月15日 | Vol.9  | 瞬間、歌、重ねて〜ライブ colorful Voice Party（全2部）                                                   | ディファ有明 |                                                                                          |
| 2017年   |        | | |                                                                                          |
| 2月26日  | Vol.9  | みらくる青空ナイト vol.9 〜瞬間、歌、重ねて〜 ライブ Colorful Voice Party〜Re:セットから始まる大阪ライブ | Zepp Osaka Bayside | 天津向、こりゃめでてーな伊藤、がっきー                                                   |
| 2019年   |        | | |                                                                                          |
| 1月3日   | Vol.10 | みらくる青空ナイトVol.10〜キイロダイバー〜黄色No.１決定戦（全2部）                                       | ヒューリックホール東京 | 1部 : 澁谷梓希、田中美海、Machico、山崎エリイ 2部 : 小嶋凛、澁谷梓希、下田麻美、田中美海 |

### 合同ライブ
| 開催日        | タイトル                                                             | 会場           |
| ------------- | -------------------------------------------------------------------- | -------------- |
| 2019年2月23日 | そらまると流田とアニソン 〜めざせアニソンマスターin 神田明神ホール〜 | 神田明神ホール |

### バースデー&デビュー10周年記念ライブ
| 開催日         | タイトル                       | 会場               |
| -------------- | ------------------------------ | ------------------ |
| 2019年12月30日 | 徳井青空 Birthday LIVE “10&30” | 大宮ソニックシティ |